# 阪堺電気軌道351形電車
阪堺電気軌道モ351形電車（はんかいでんききどうモ351がたでんしゃ）は、1962年に登場した阪堺電気軌道の前身である南海電気鉄道（南海）が当時の大阪軌道線向けに導入した路面電車用電車である。

## 概要
南海時代に最後に製造された車両である。1960年代に入り車体の老朽化が目立ち始めていた、大型木造車であるモ101形（当時15両在籍）の淘汰、置き換えを目的として帝國車輛工業で1962年に351・352の2両が、1963年に353 - 355の3両がそれぞれ製造された。

## 車体
モ501形とほぼ共通設計の全金属製車体を備える。ただし、モ501形で車掌の視界確保に難があったため、車体中央の扉横に設置された車掌台部分の側窓を下降式から横引き式に変更した点で異なる。
現在は降下式に改造されたが、その当時の名残として車掌台窓の下部がモ501形とは若干異なる形となっている。
さらに、増備車であるモ353 - 355については、折り返し時に乗務員が運転台へ出入りしやすい形状とするため、運転台の出入り口付近の部分の座席が従来より1名分少ない6人掛けの座席に変更されており、このために座席定員もモ501形やモ351・352と比べて2名少ない36名となっている。
モ353の上り側前照灯は、天王寺駅前での暴走事故で破損し復旧の際にモ251形と同じシールドビームが取り付けられている。また、1981（昭和56）年頃には一時的に砲弾型ヘッドライトをステーを介して取り付ける改造を施されていた。

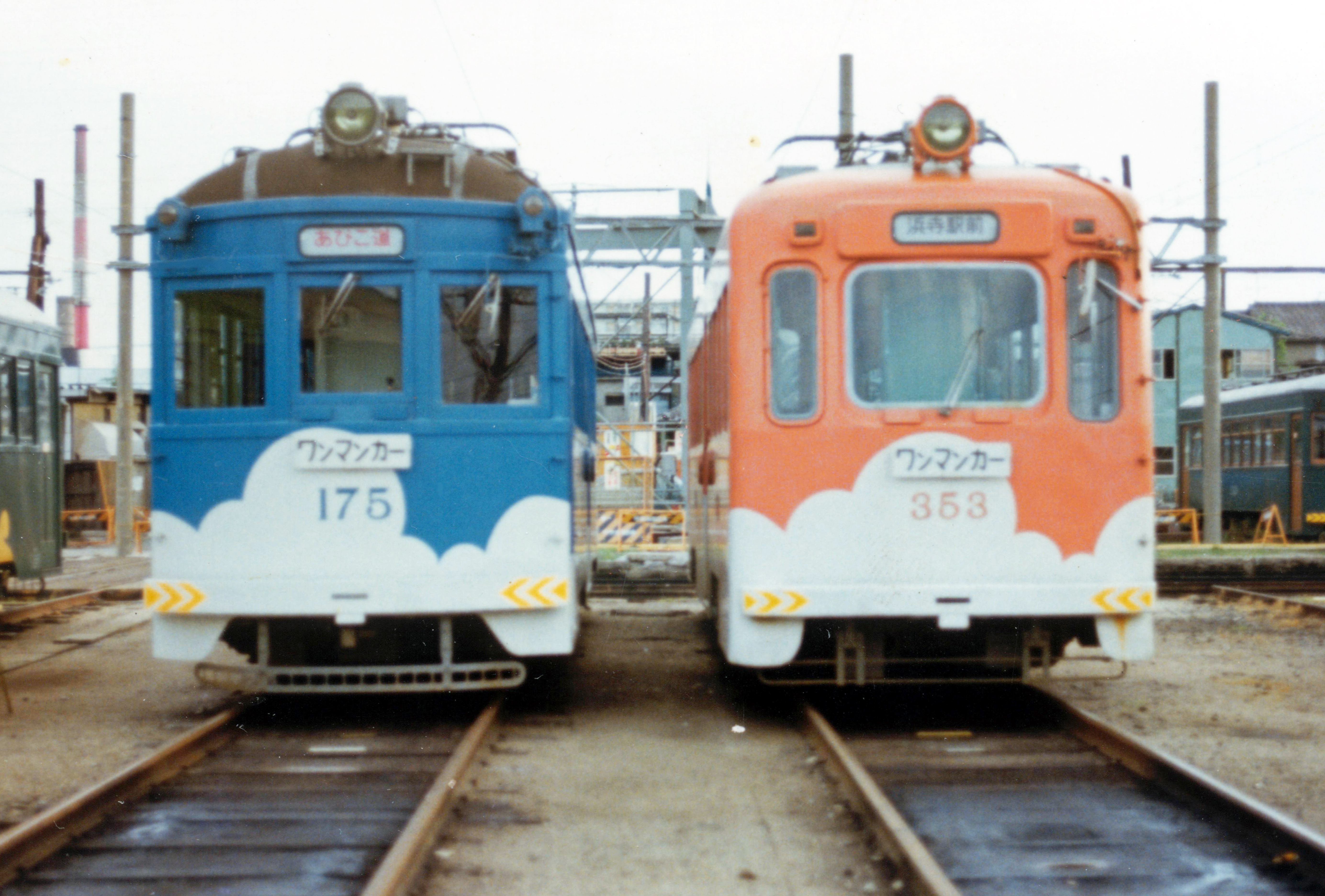
1981昭和56年頃の我孫子道車庫でのモ161形175号と351形353号。353号のヘッドライトがステーを介して取り付けられている。

## 主要機器
主電動機は製造コストを引き下げるため、置き換え対象であるモ101形が装着しており、非常に高品質であったため経年使用に耐えることができうるとしてゼネラル・エレクトリックGE-247-Iを従来通り吊り掛け式で装着した。
台車は流用せず、枕ばねにベローズ式の空気ばねを使用する一自由度系軸箱梁式台車である汽車製造KS-69 (351, 352) 、帝国車両TB-58 (353 - 355) をそれぞれ新造している。これらはいずれもモ501形用に用意された汽車製造KS-53の構造を若干簡略化したものである。また、制御器も東芝製PM-2A-2油圧多段カム軸式間接自動制御器が新製搭載されている。
ブレーキはSME非常直通ブレーキを当初搭載して竣工している。
集電装置は阪堺線標準のPT-52菱枠形パンタグラフである。

## 運用・変化
モ501形に続く新車として歓迎されたが、主電動機以外のほとんどの部分を新造しての置き換えは製造コスト等の面で難があったため、モ101形の残り10両については半鋼製車体であった元大阪市電1601形の車体を流用し、これにモ101形の電装品一式を取り付け改造したモ121形を充当することとなり、本形式の製造は合計5両にとどまった。
もっとも、吊り掛け式モーター独特の騒音や旧型車両の流用品であるコンプレッサーの作動音が大きい、起動・加速時のショックが大きいなどという難点はあるものの、台車は空気ばね装着の新製品であるが故にその乗り心地は傑出しており、その点においては本形式の20年以上後に製造されたモ701形・モ601形と比較しても何ら遜色はない。
1976年からはワンマン化改造が行われた。さらに1980年の阪堺線の分社化に際しては保守管理の簡素化を目的としてブレーキを他形式と共通のSM-3直通ブレーキへ交換されている。
1986年以降はモ501形に続いて順次冷房改造され、三菱電機CU77Nが屋根上に搭載されている。しかし、モ501形と同じく冷房化による重量増が影響しており、冷房化後はブレーキ性能が低下している。
また、2001年にはモ161形との機器の統一を図るため、同じ形式のモーターを装備していたモ301形が廃車となった際に捻出された芝浦SE-104-Bに取り替えられている。これはGE-247-Iが「メタル軸受け」である一方、SE-104-Bはメンテナンスがしやすい「コロ軸受け」であった為に実施された。

2013年11月に、モ353の行き先表示幕が幕式表示からLED表示に変更された。併せて、2014年4月より導入予定のPiTaPa読取り機器の設置工事が行われた。
2019年2月からは、現存車全車に補助ステップおよび補助ステップ付きを示すステッカーが取り付けられた。同時に、前面にあったワンマン表示の看板が取り外されている。
モ353は、2021年に方向制御装置である逆転空気シリンダーについて、部品を鋳鉄製から日本積層造形株式会社の金属3Dプリンターを用いてチタン合金に置き換えたものに交換している。

## 事故廃車
2016年9月8日夜、住吉停留所付近にてモ352号が脱線した。当該車両は事故後使用を取りやめていたが、2019年6月25日付けで廃車となった。

## 塗装

### 運用中
- モ351 - 吉川運輸株式会社

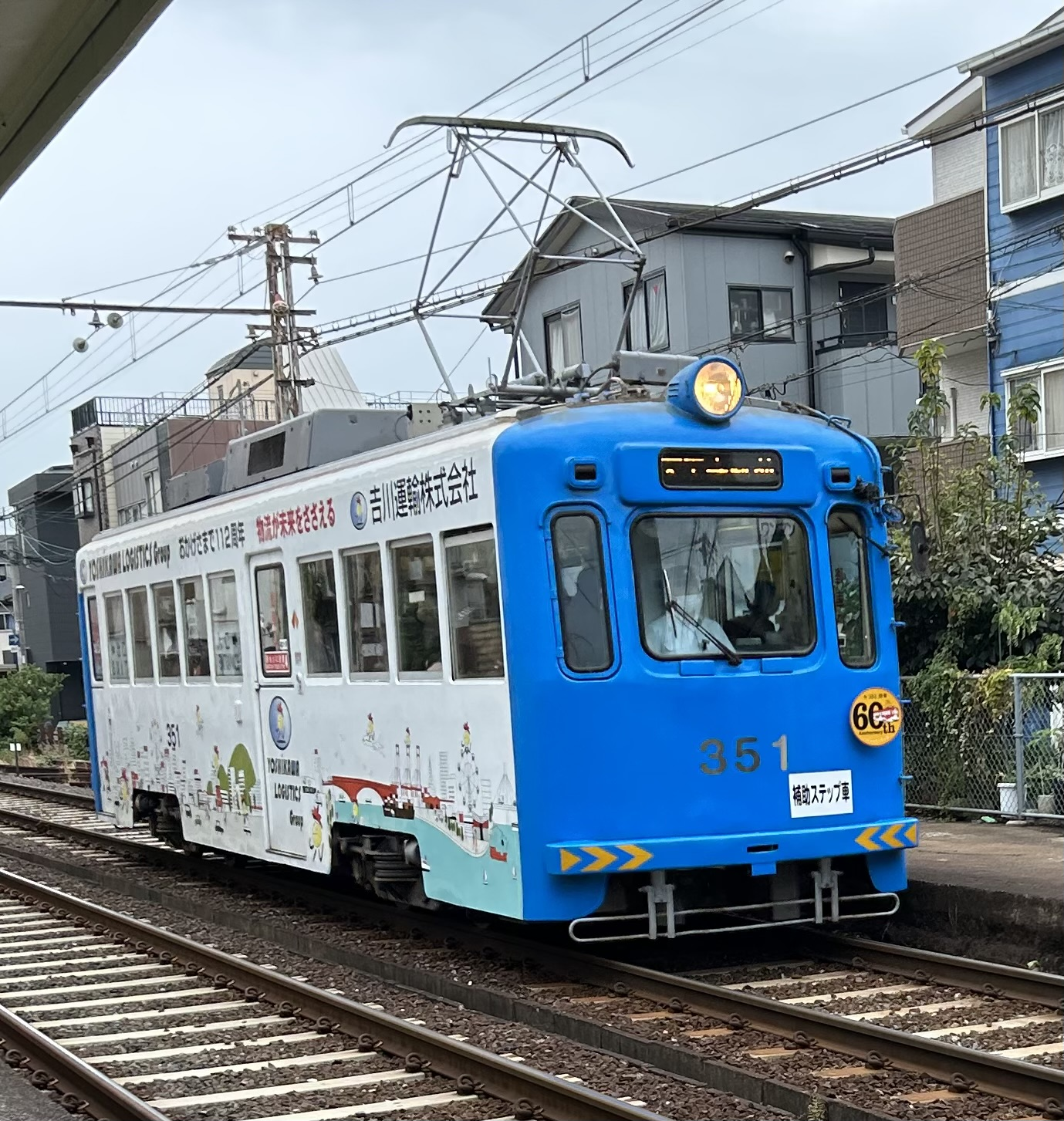
モ351（2023年10月）デザイン変更前
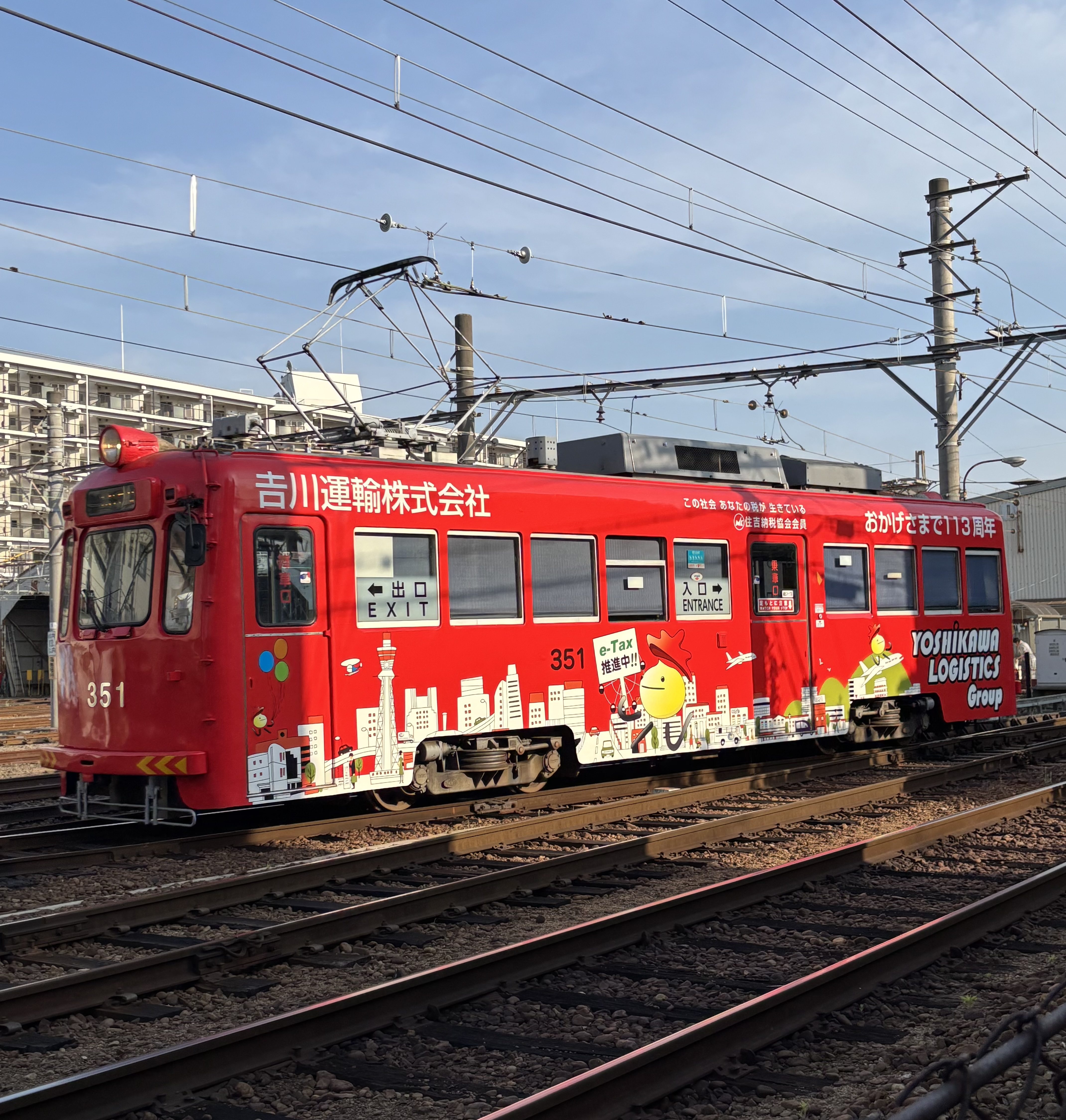
モ351（2025年5月） デザイン変更後

- モ353 - いしかわ内科内視鏡クリニック

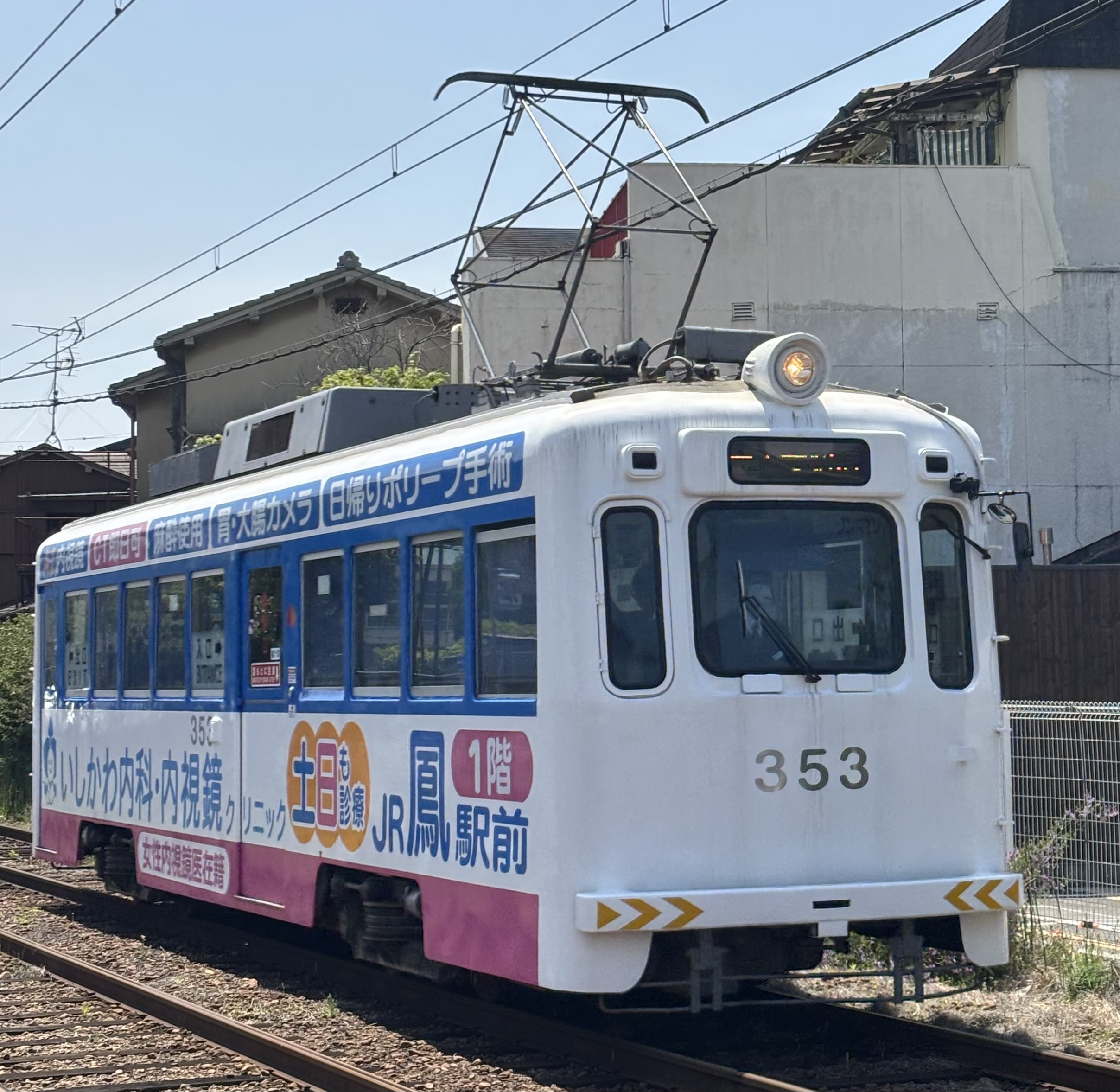
モ353（2025年5月）

- モ354 - キーフェルパティスリー

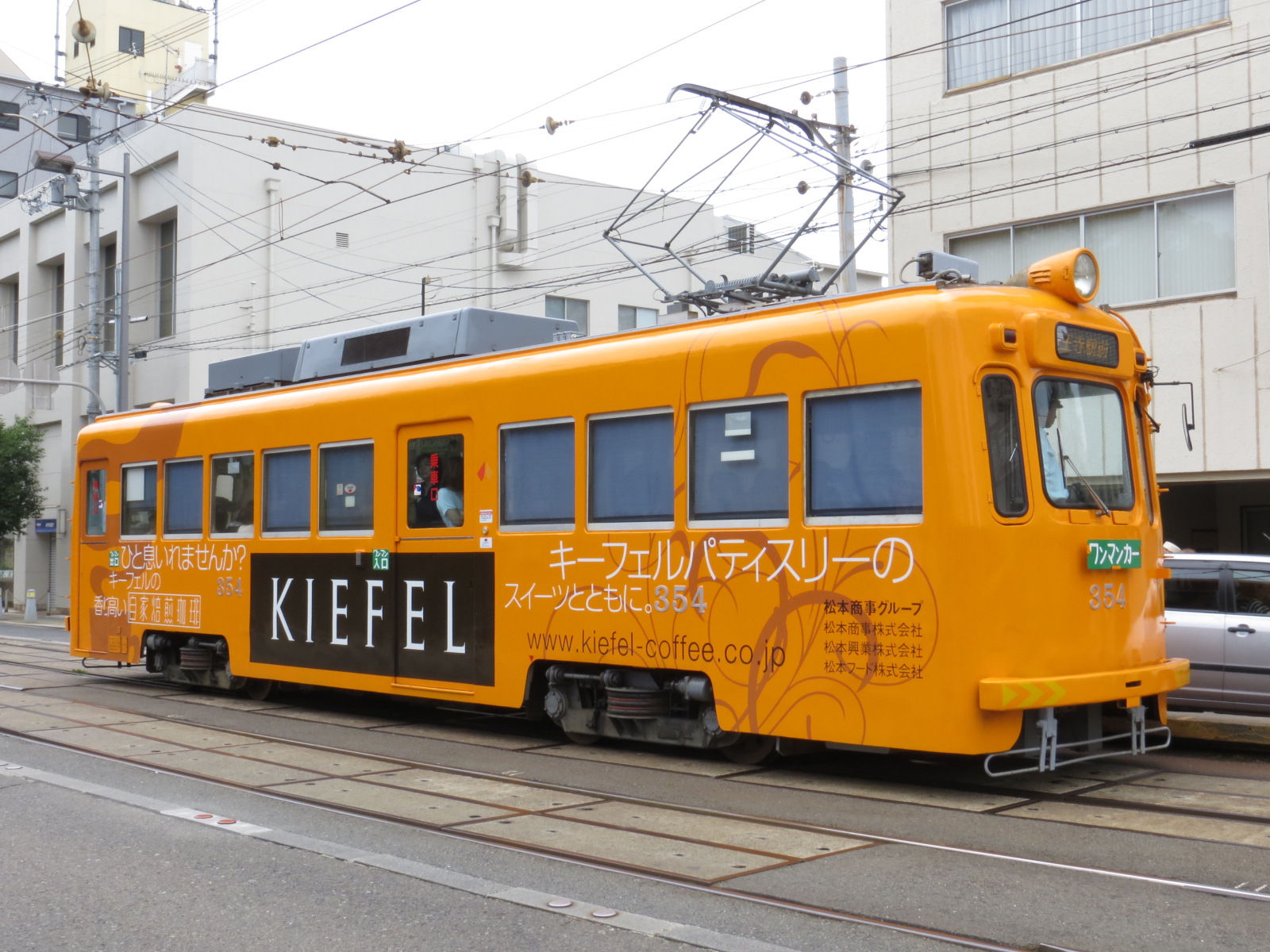
モ354（2014年6月）
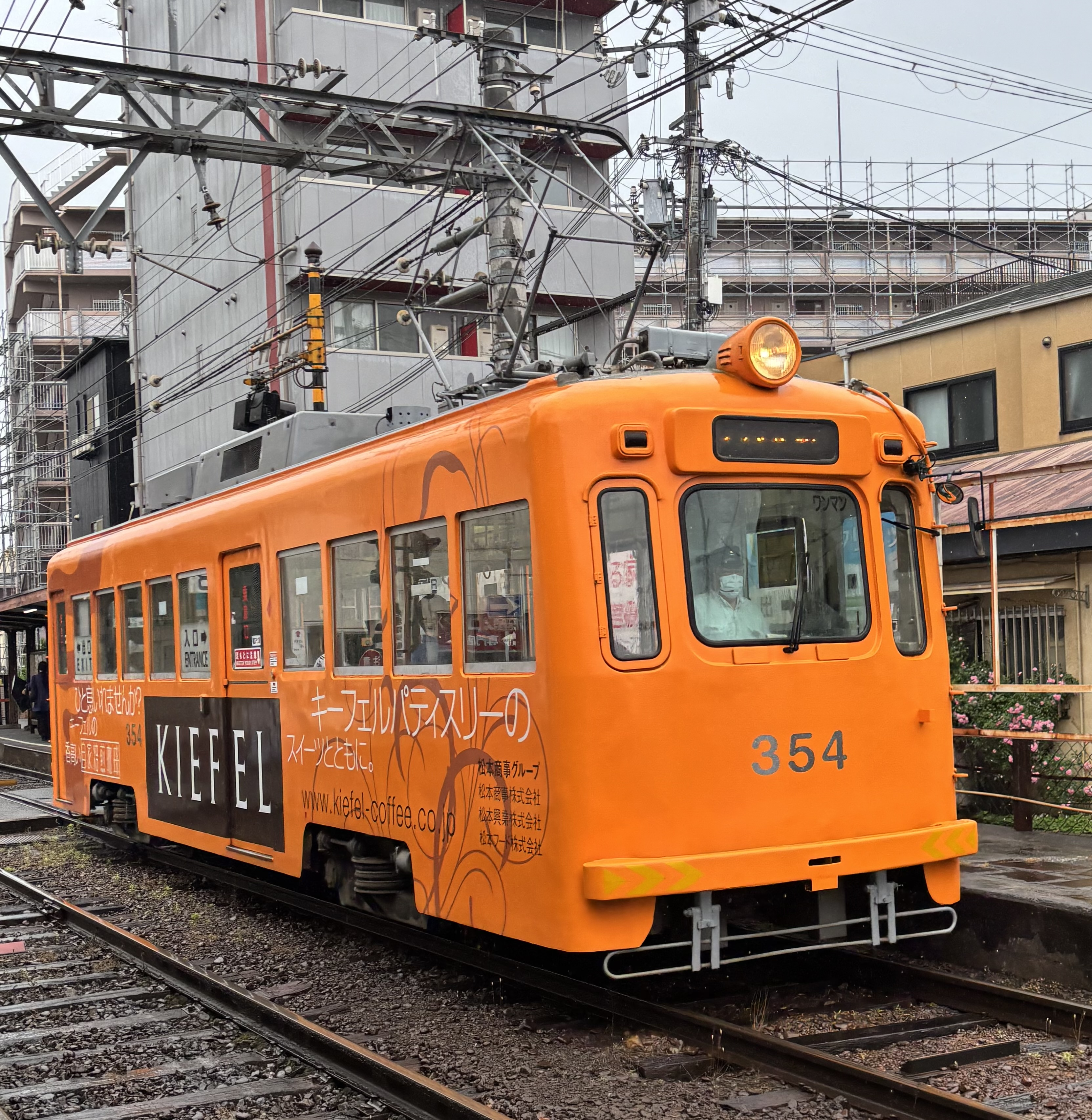
モ354（2025年5月）ワンマン表示の看板撤去後

- モ355 - 岡崎屋質店

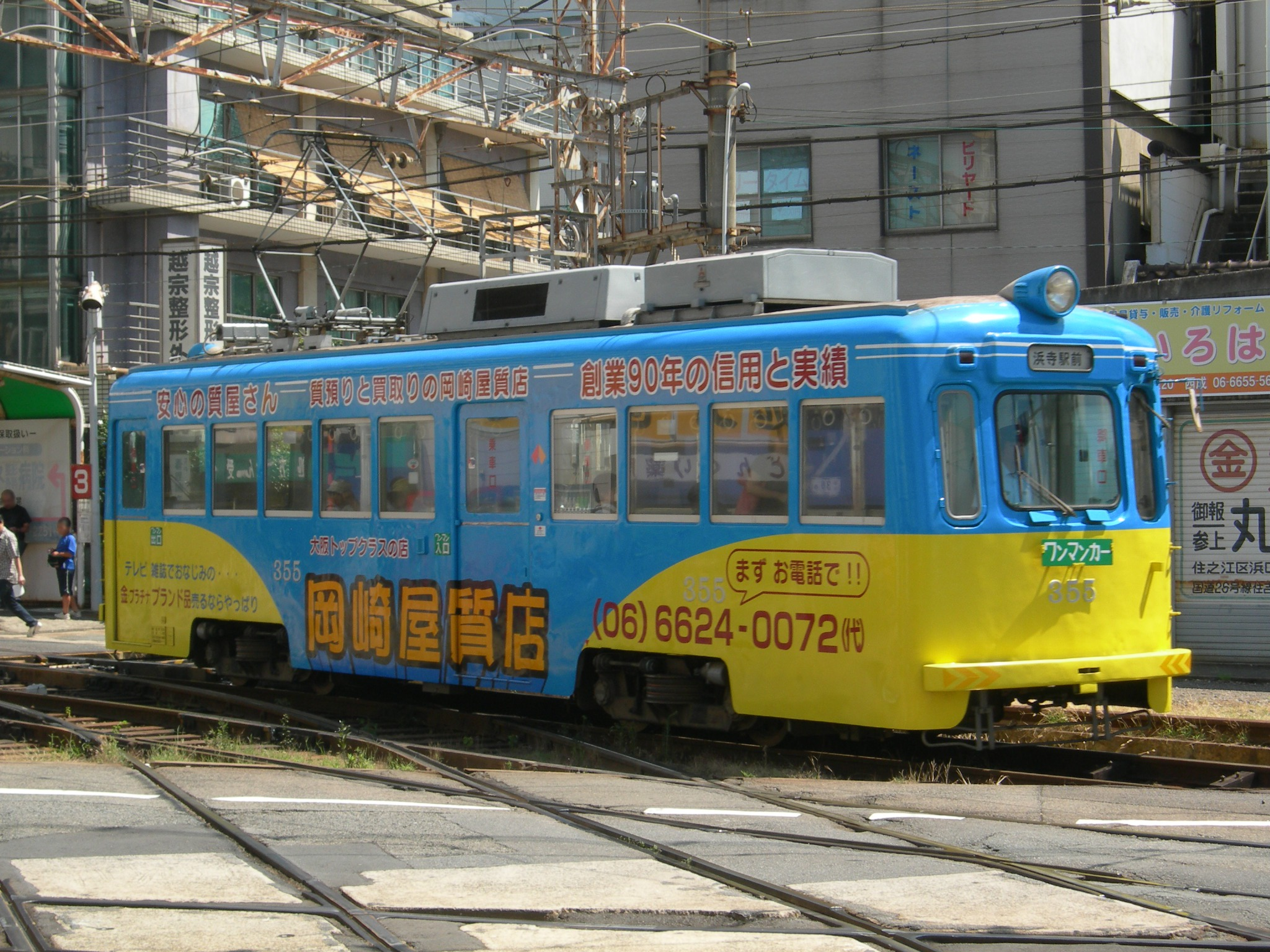
モ355（2012年8月） 行き先表示機改修前
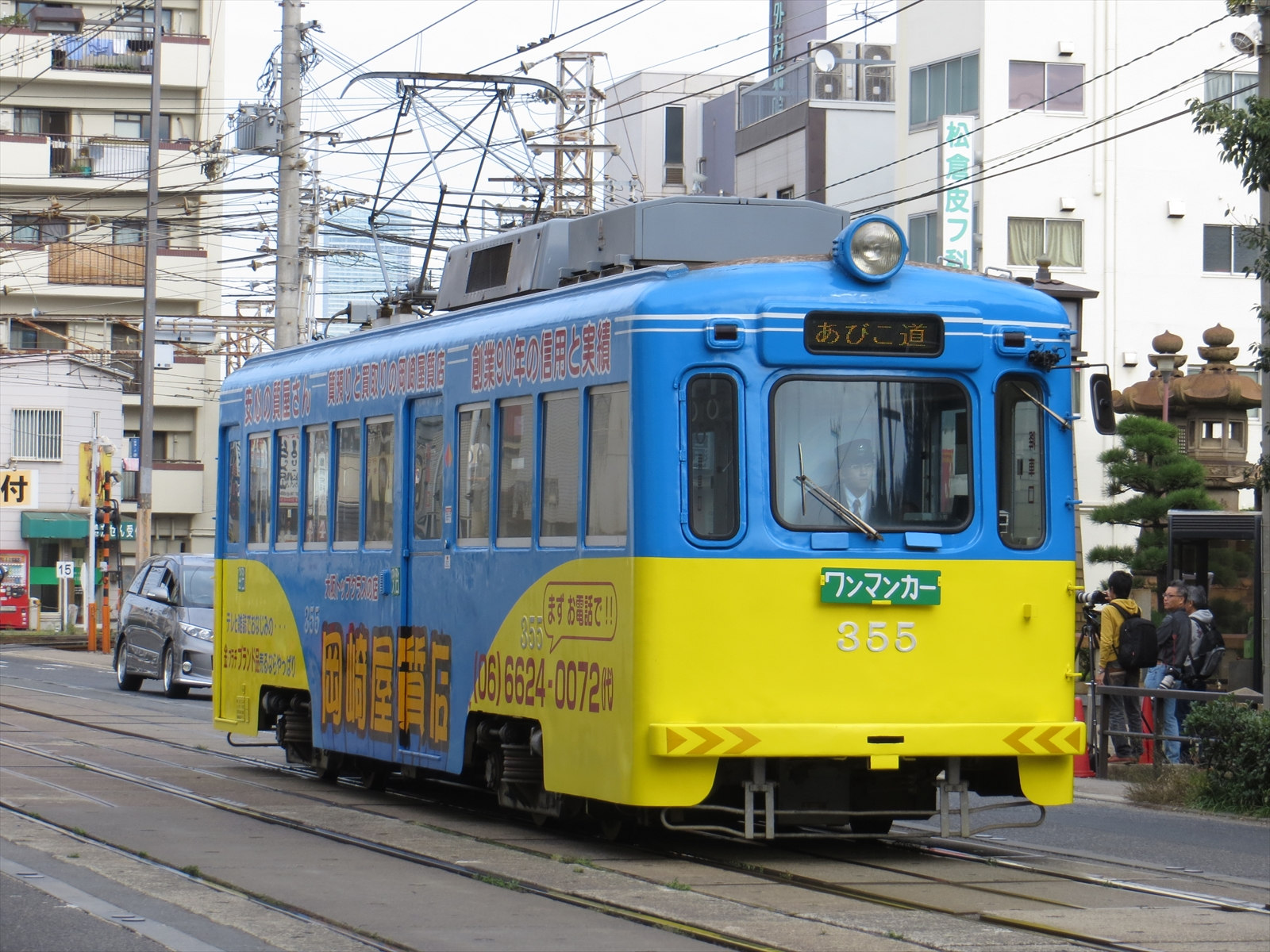
モ355（2014年11月） 行き先表示機改修後
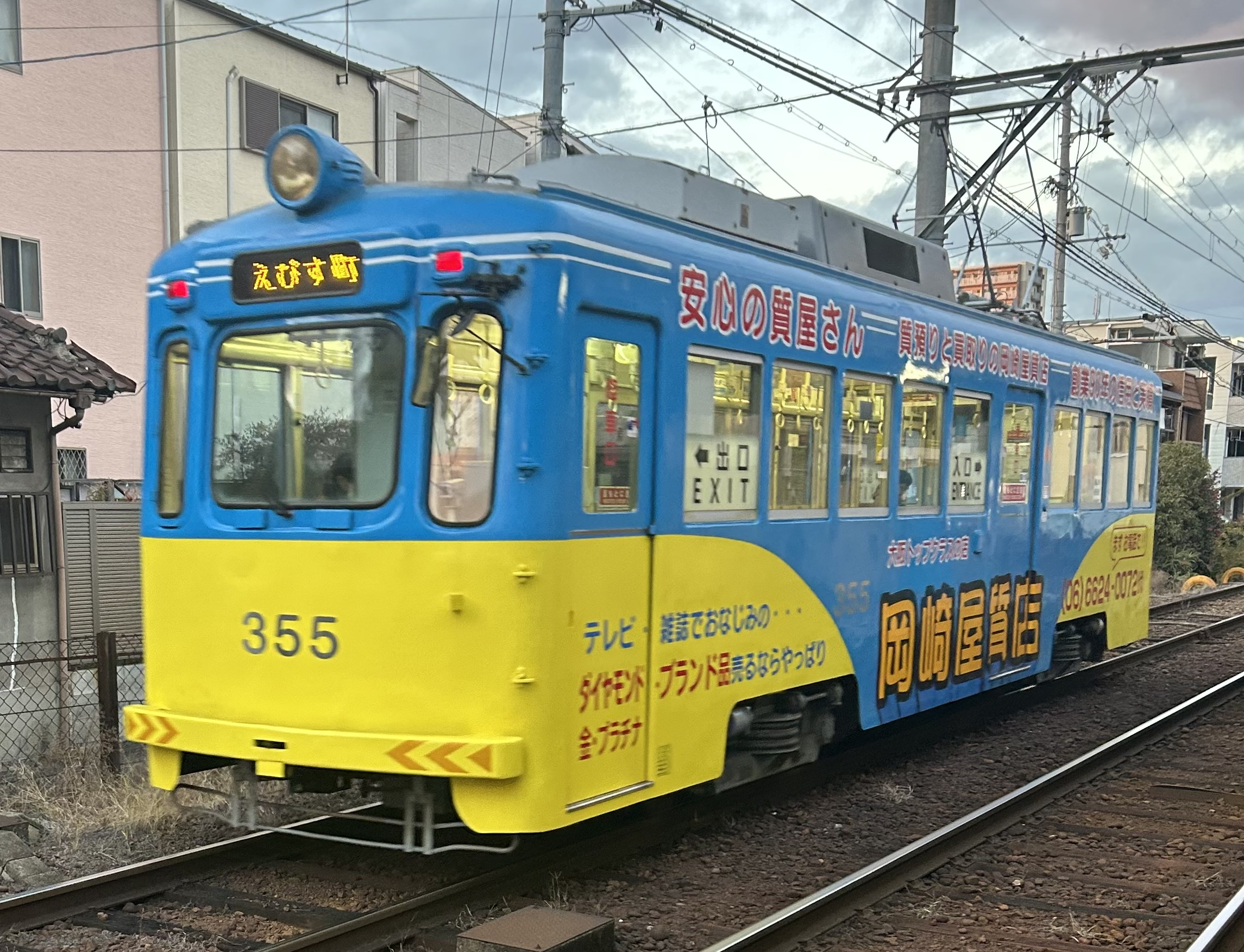
モ355（2025年1月） ワンマン表示の看板撤去後

#### 過去
- モ351 - 社会保険事務所→雲塗装（青）→米田屋質店

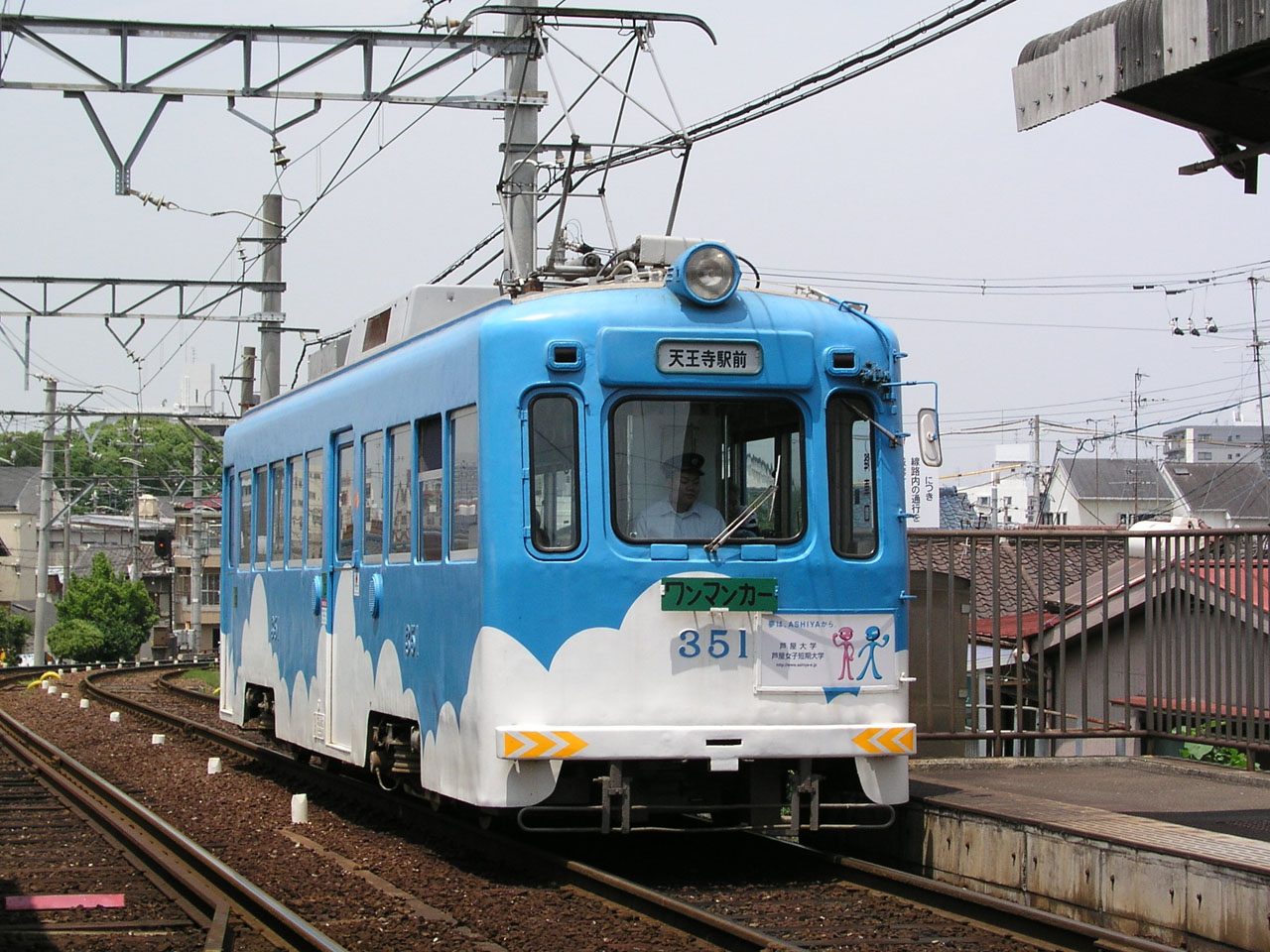
モ351（2006年6月）
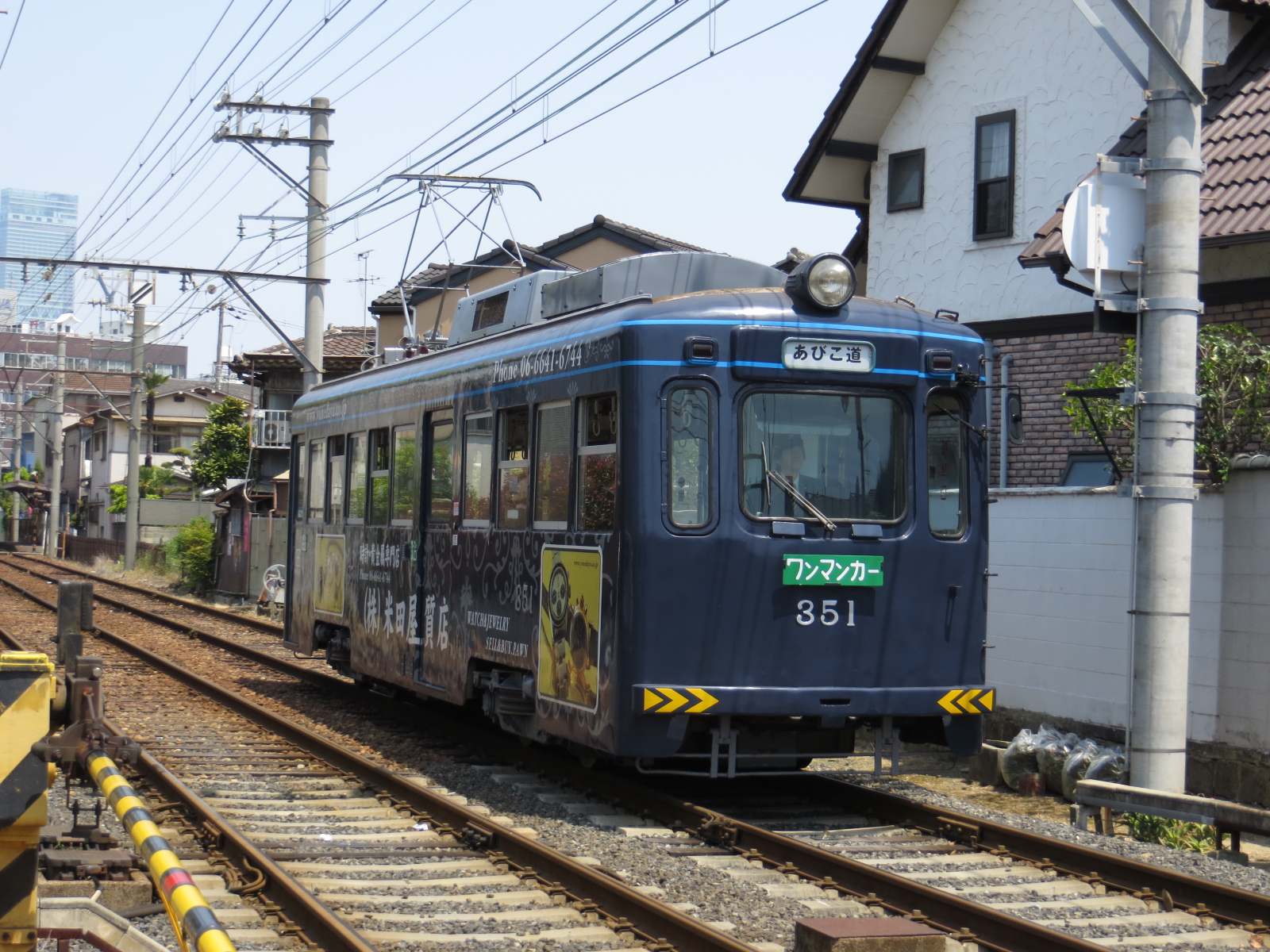
モ351（2013年5月） 行き先表示機改修前
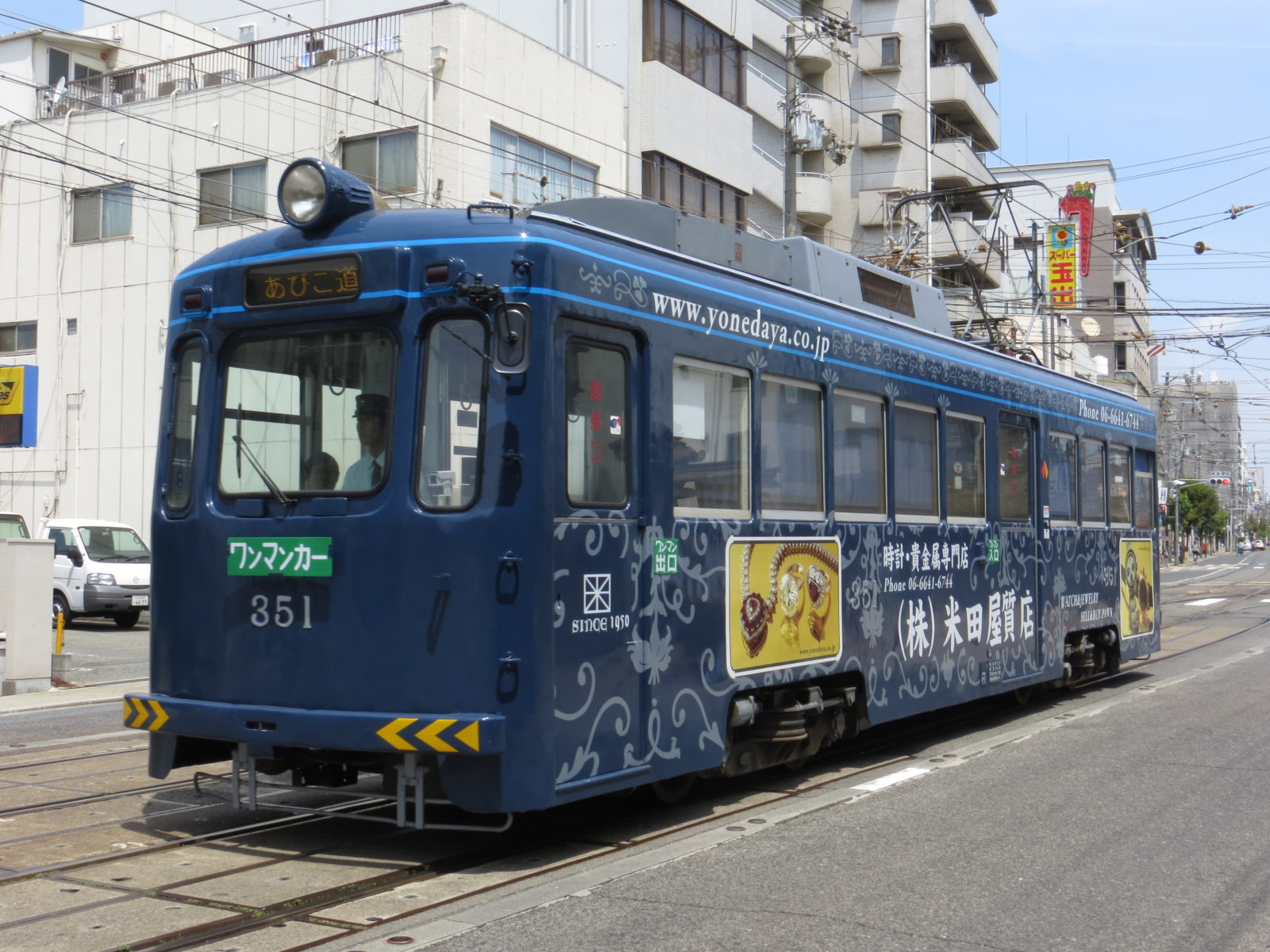
モ351（2014年5月） 行き先表示機改修後
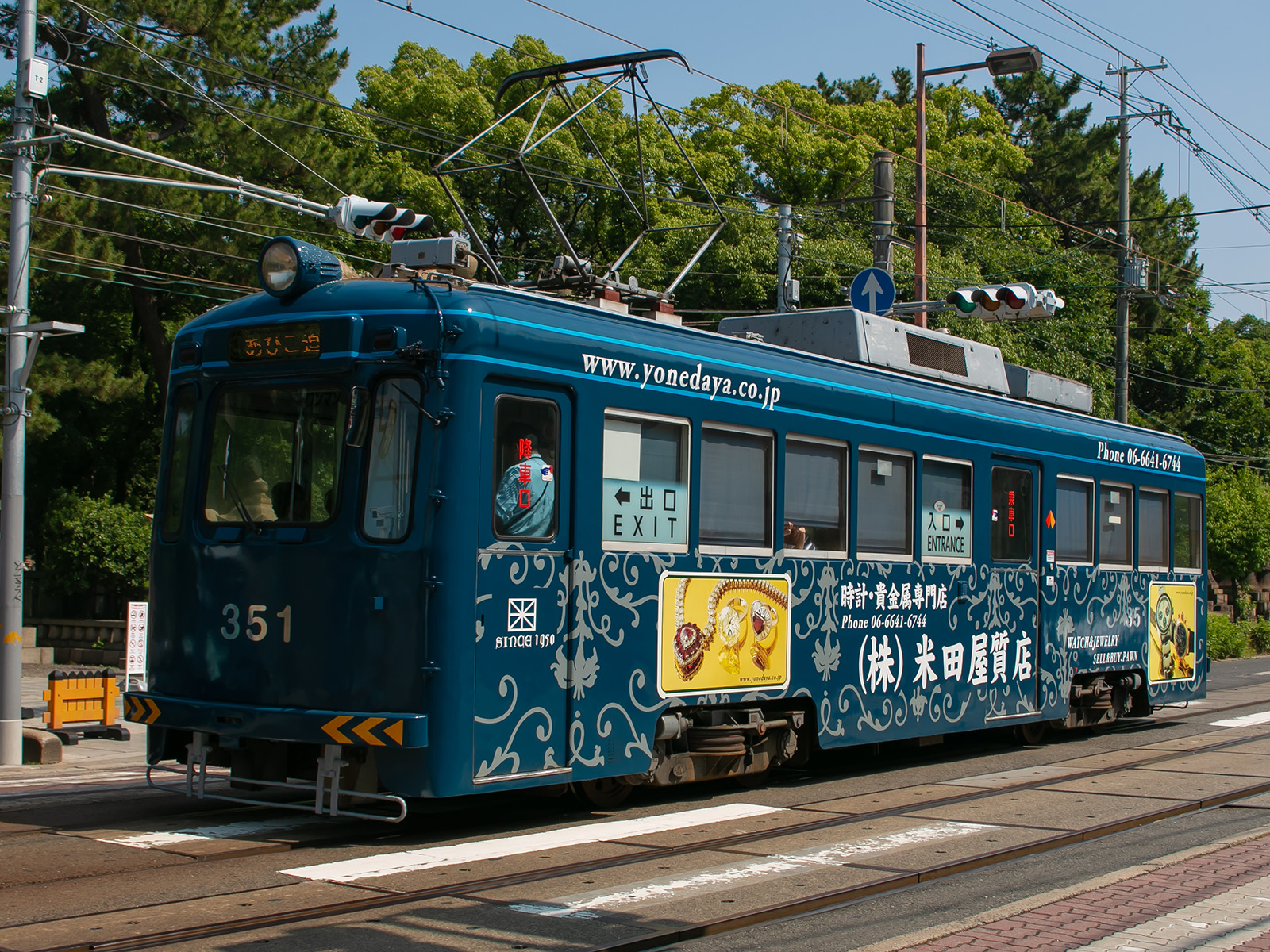
モ351（2018年6月） ワンマン表示の看板撤去後

- モ353 - 松本引越センター、関西スーパー→東急スポーツオアシス→阪堺標準色→大阪法務局→バッチワーク塗装→パチンコ店「P-ROOTs CASINO」→さかい利晶の杜→住友不動産新築そっくりさん→大阪ガス

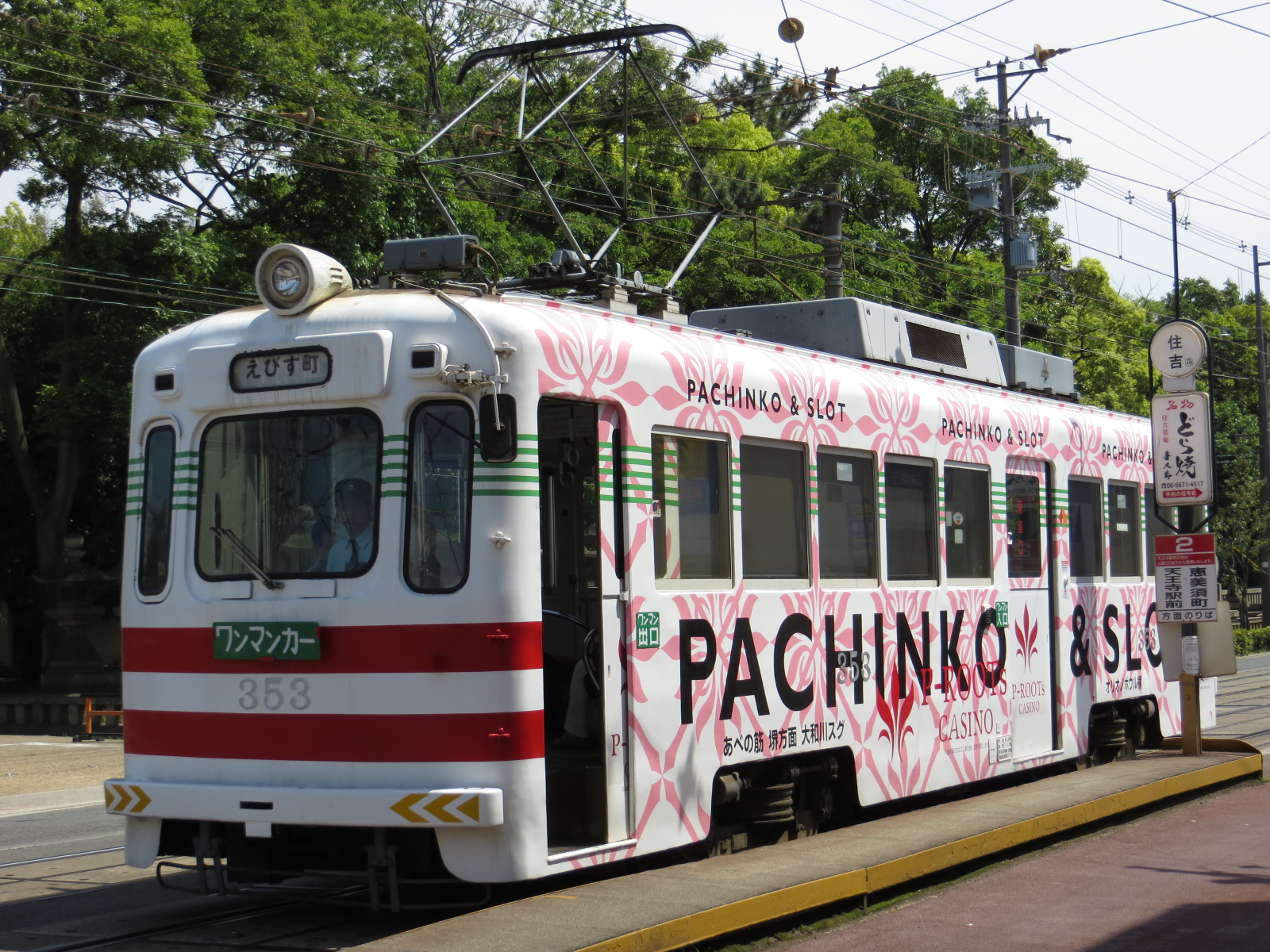
モ353（2013年5月） 行き先表示機改修前
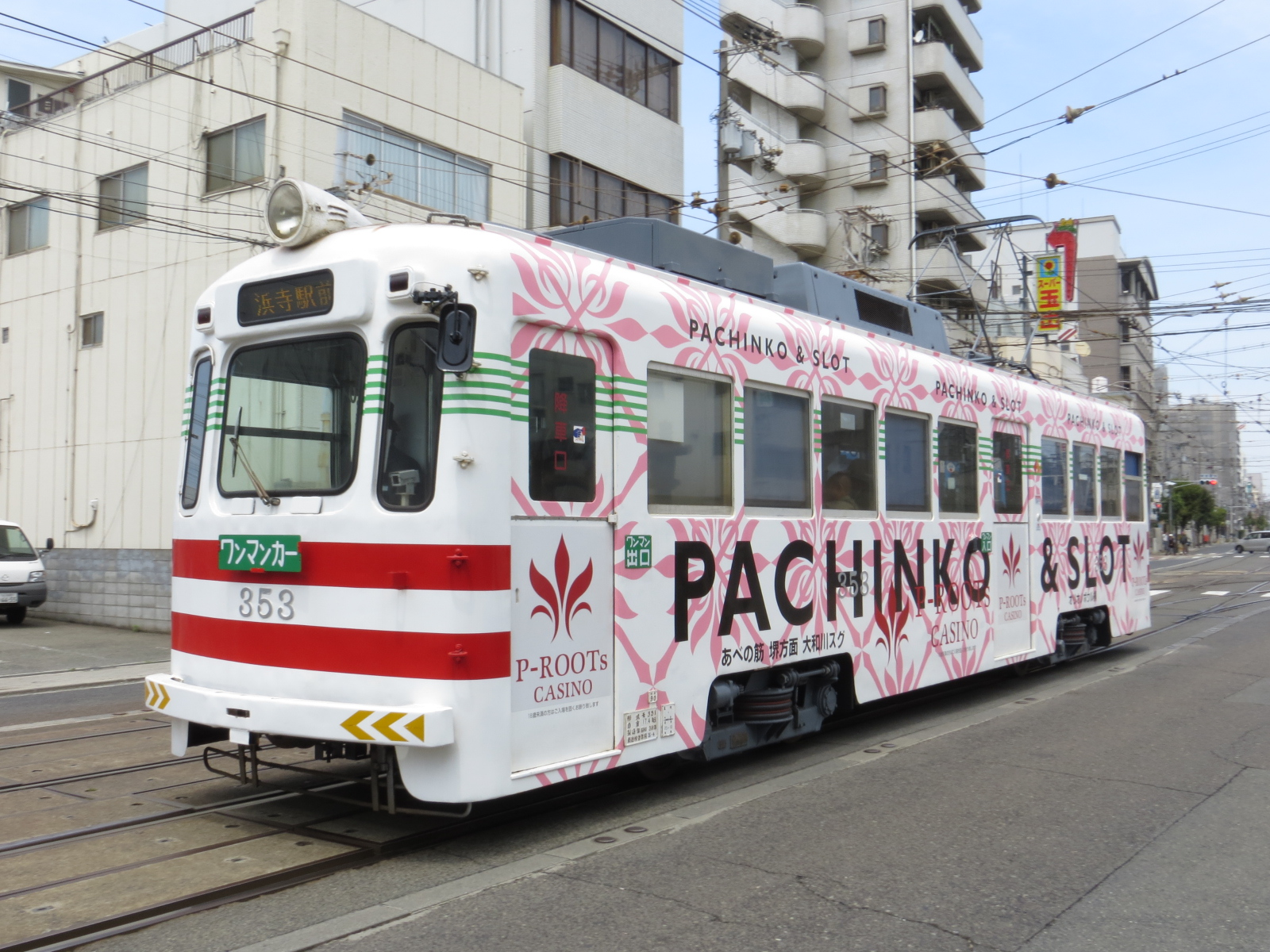
モ353（2014年5月） 行き先表示機改修後
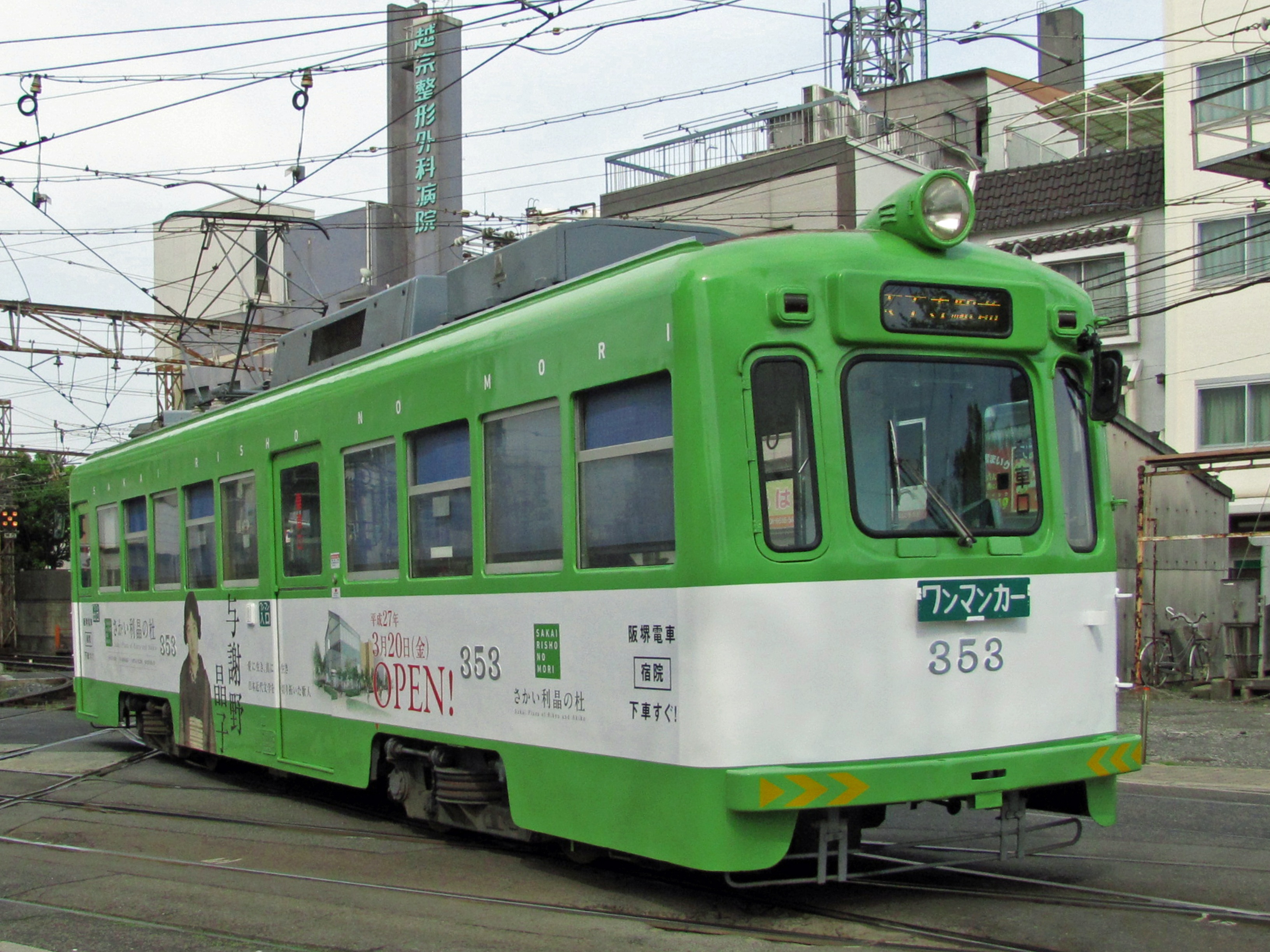
モ353（2015年4月）
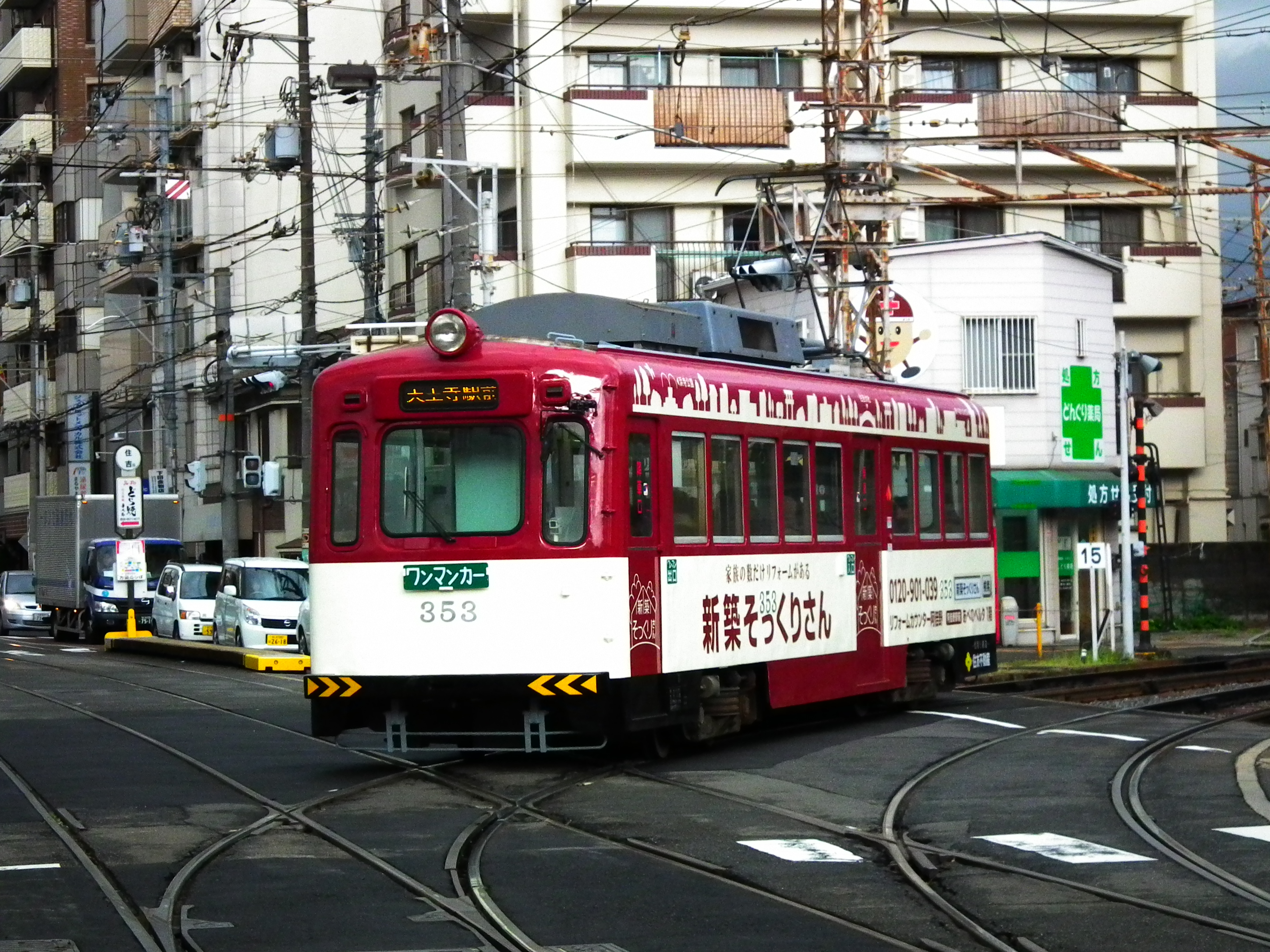
モ353（2017年1月）
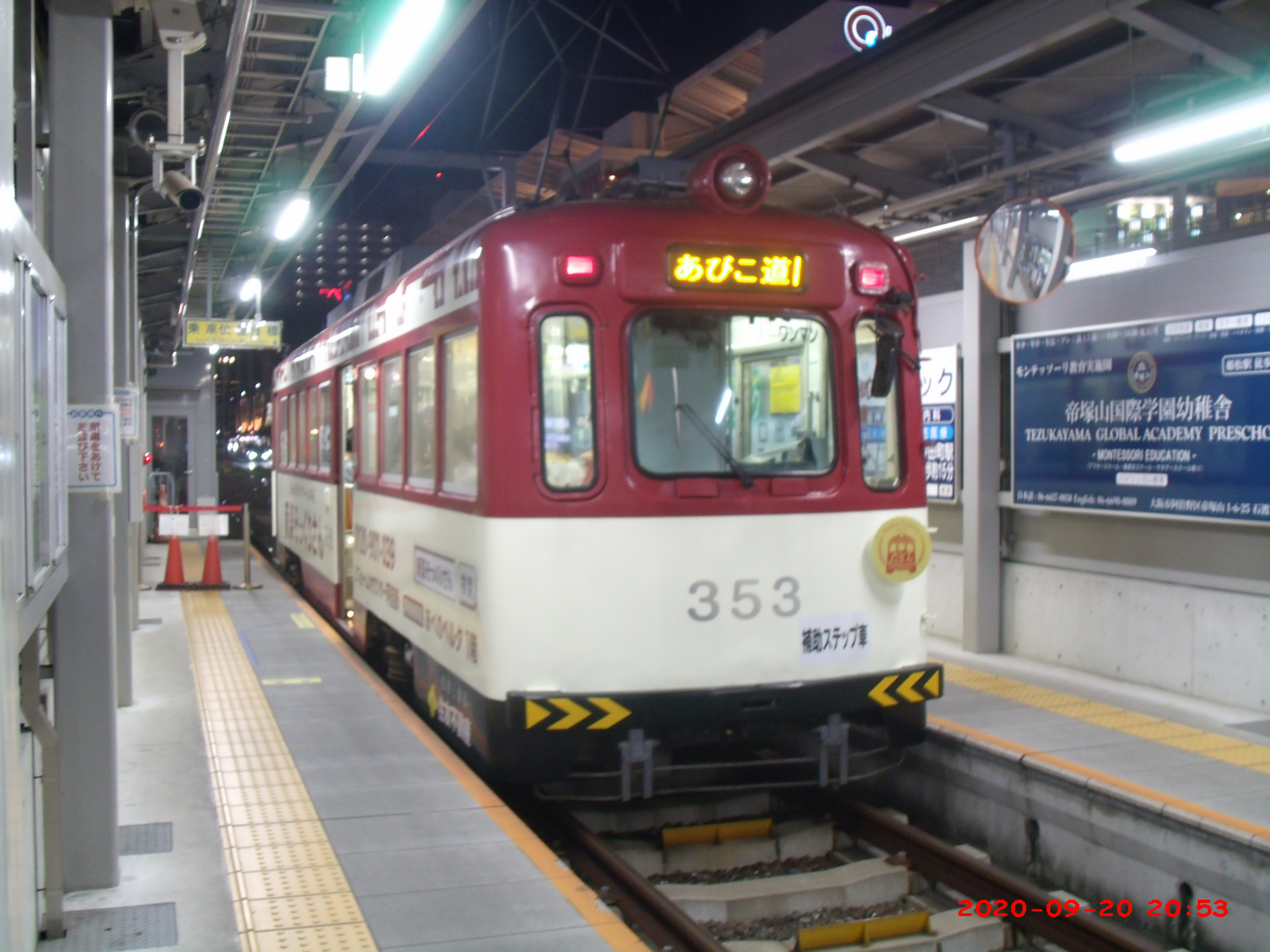
モ353（2020年9月） ワンマン表示の看板撤去後
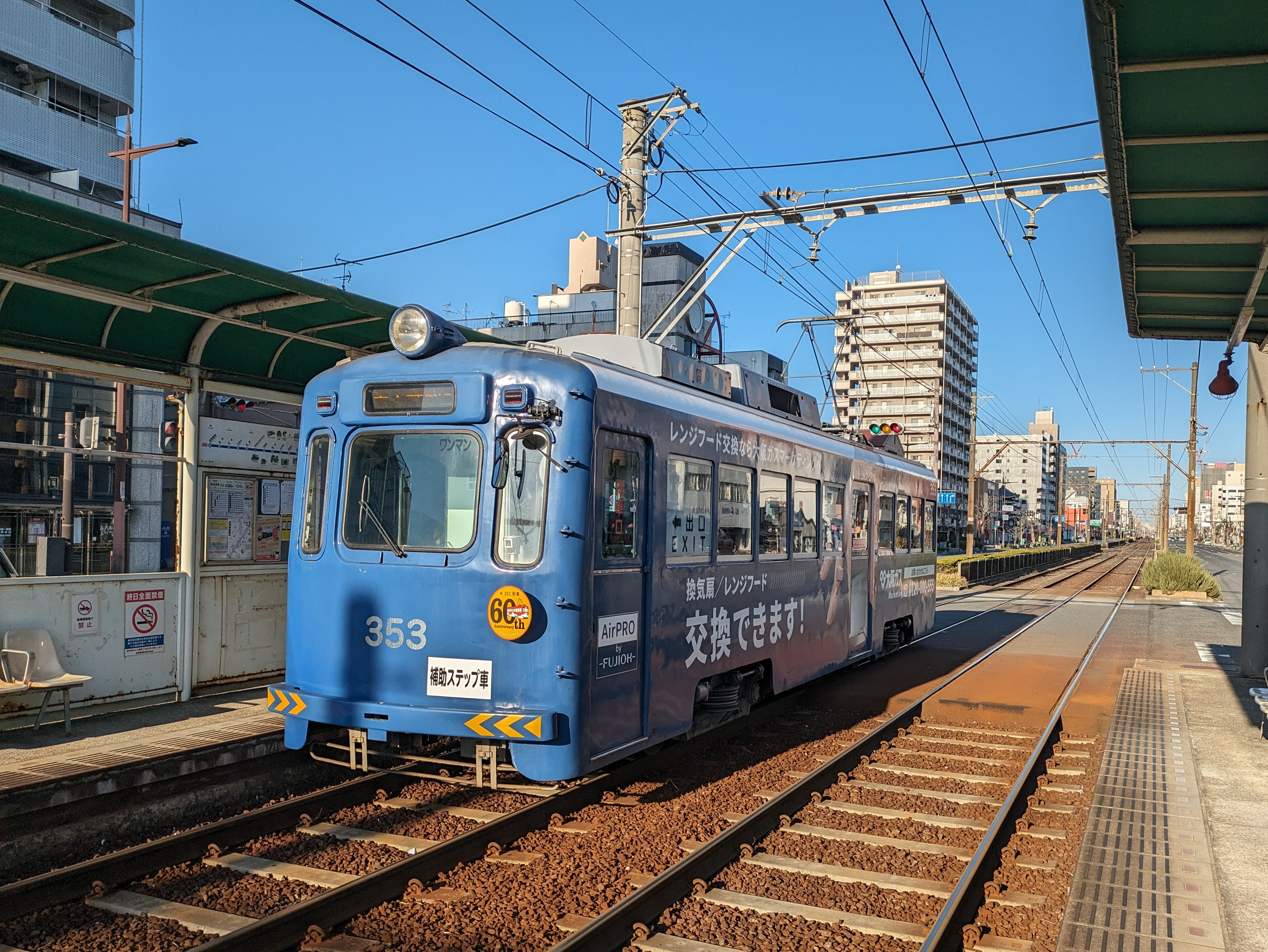
モ353（2024年1月）

- モ354 - ドウトンカメラ、あべのアポロ→高石住宅公園→公益社→J:COM→堺のチンチン電車を愛する会→葬儀会館ティア住之江→大阪市電塗装

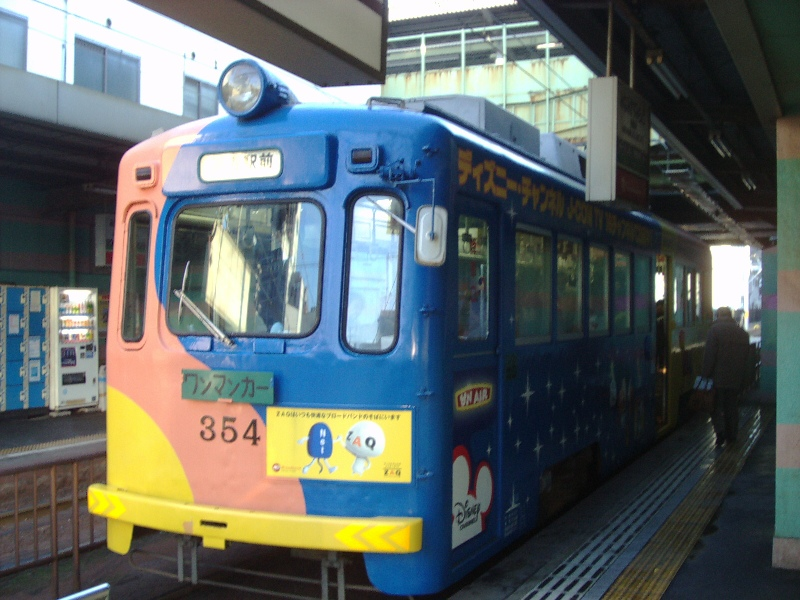
モ354（2004年12月）
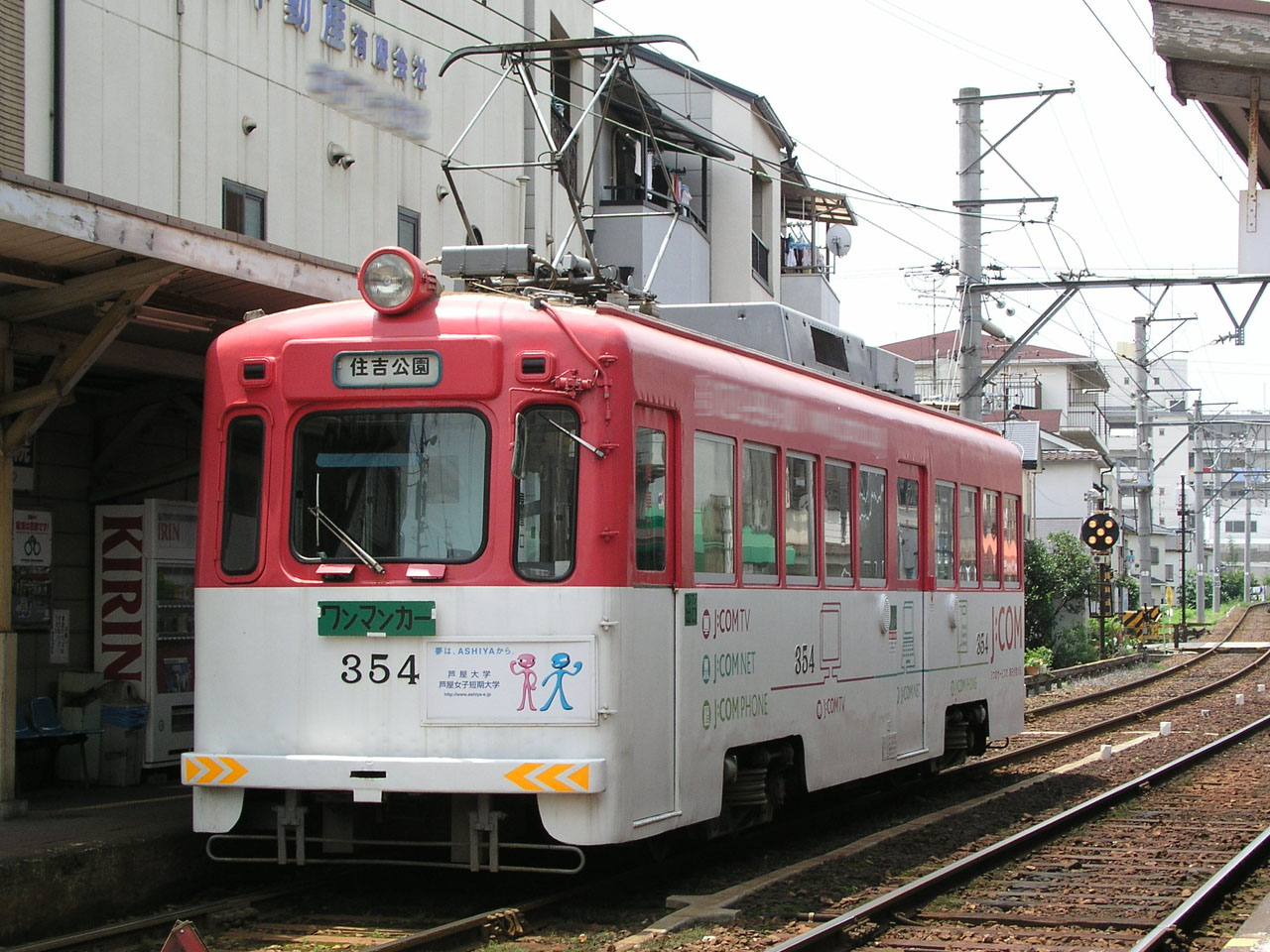
モ354（2006年6月）
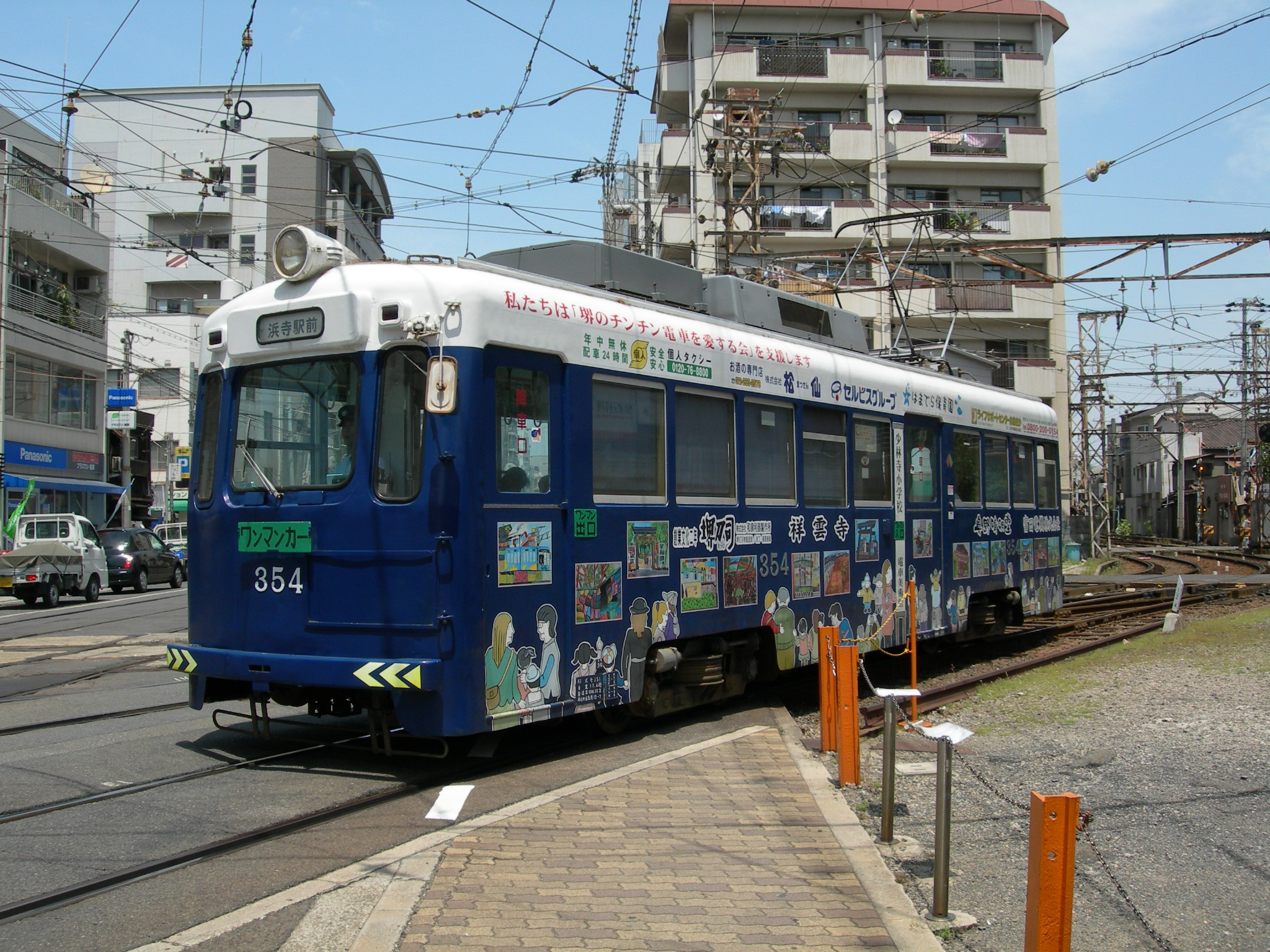
モ354（2011年5月）
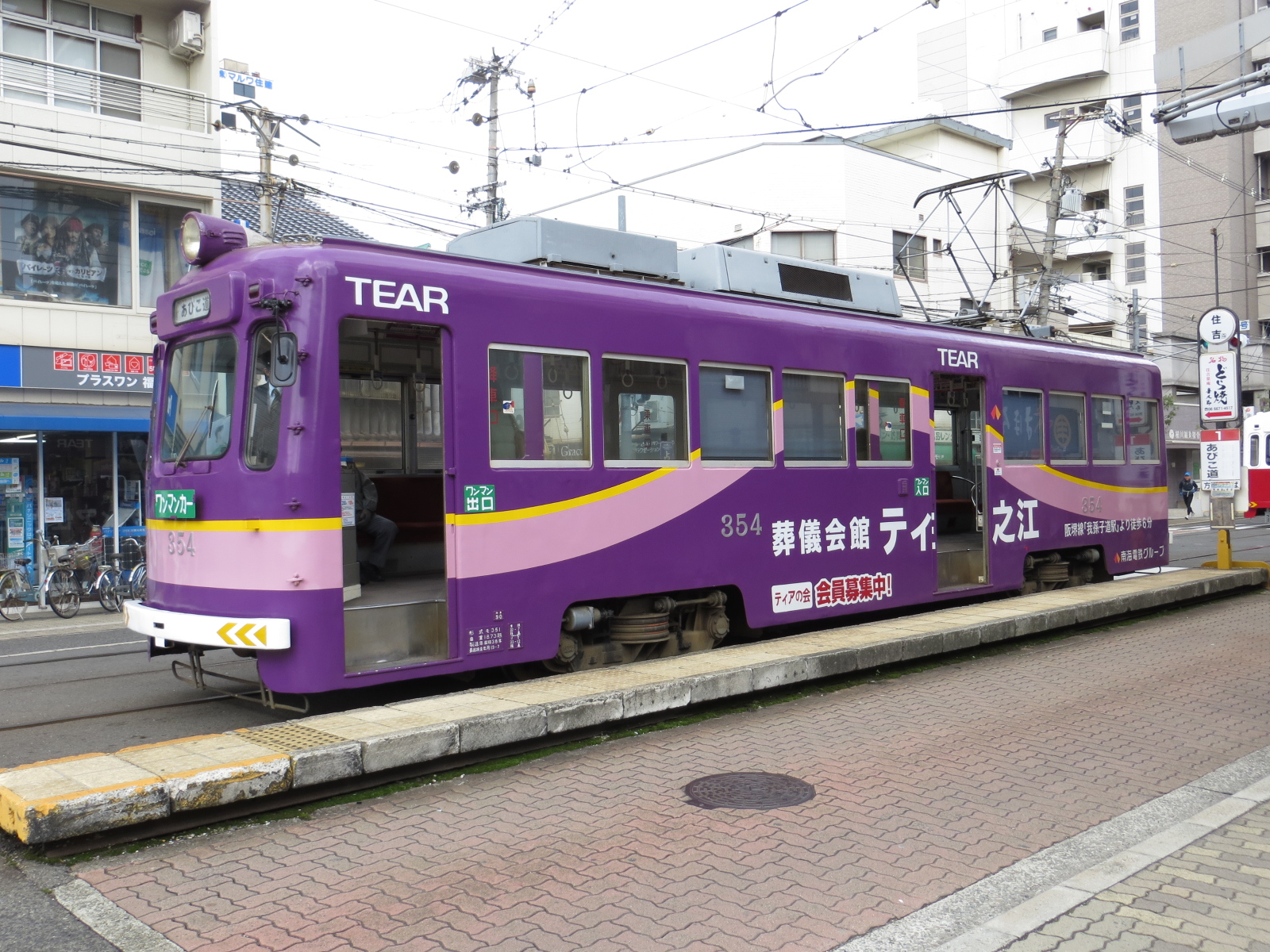
モ354（2013年3月）
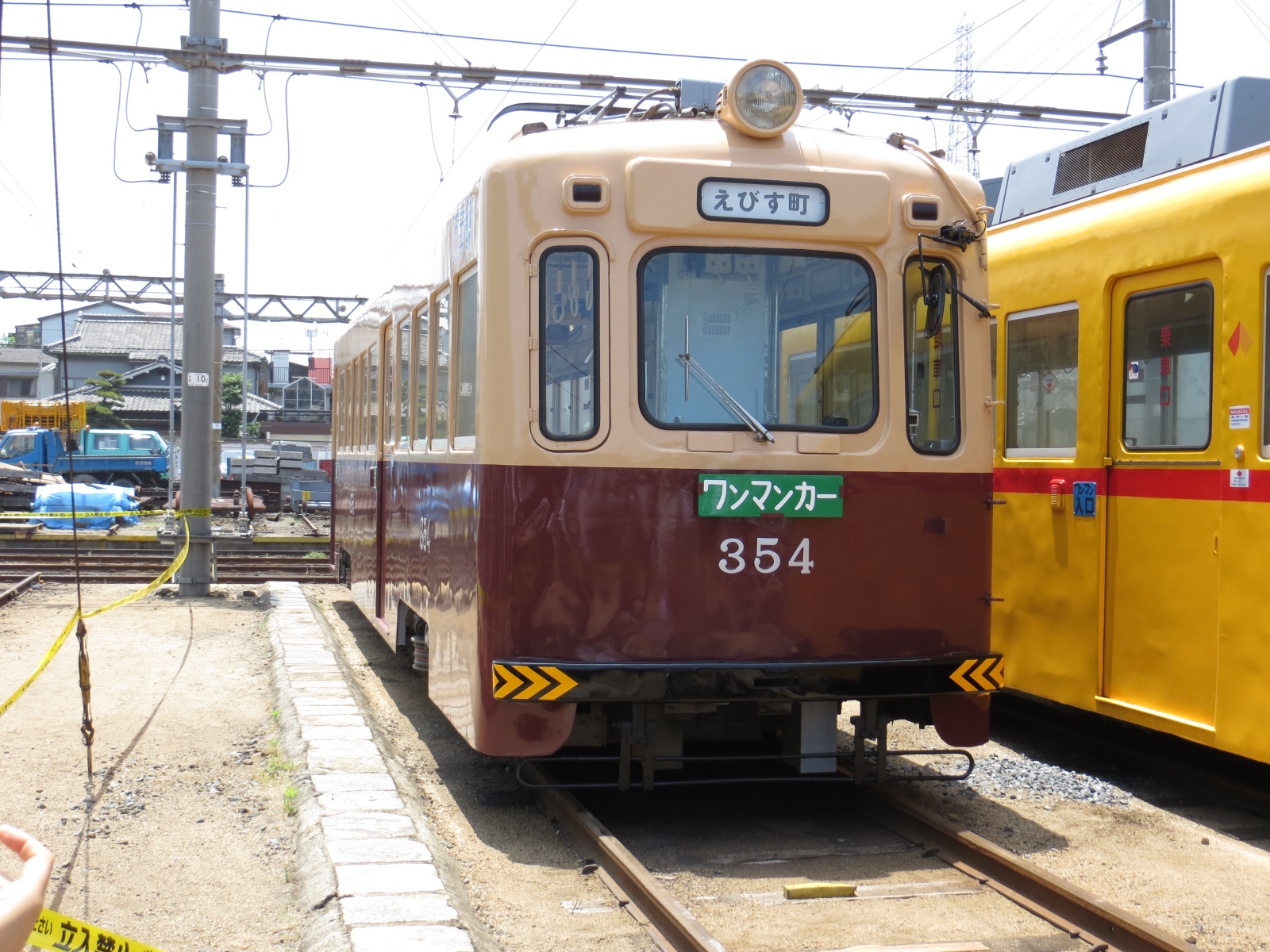
モ354（2013年6月）
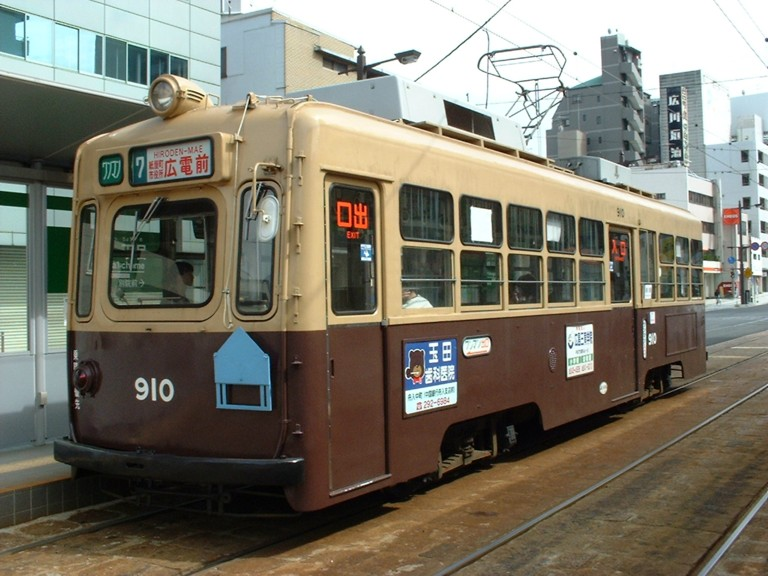
（参考）前面が似ている元大阪市電の広島電鉄900形

- モ355 - 青木松風庵→阪堺標準色

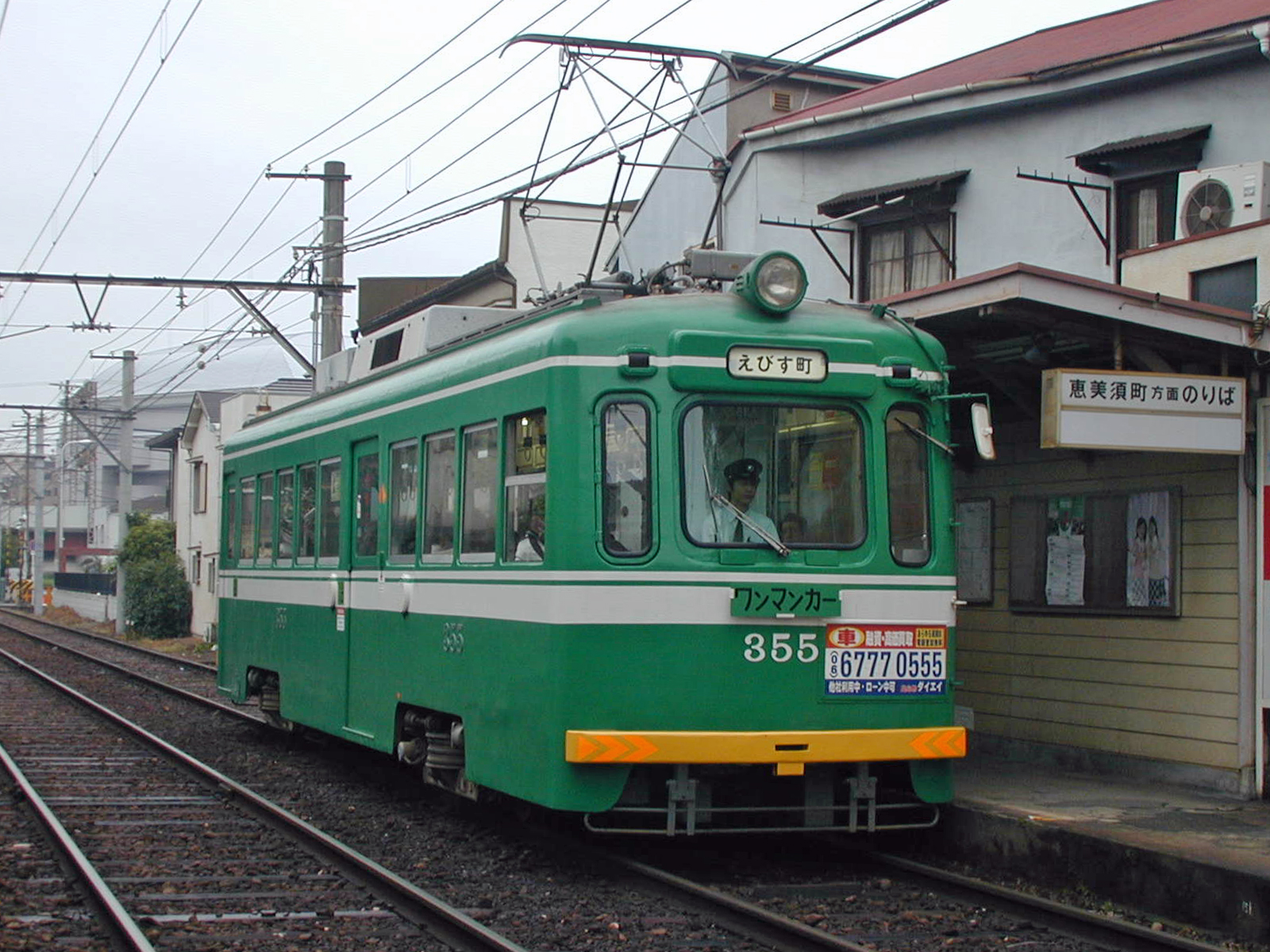
モ355（2003年4月）

モ354は、2013年には大阪市電開業110周年・大阪市営地下鉄開業80周年記念事業として、大阪市電塗装で運行された。

### 廃車・運用離脱車
- モ352 - 雲塗装（青）

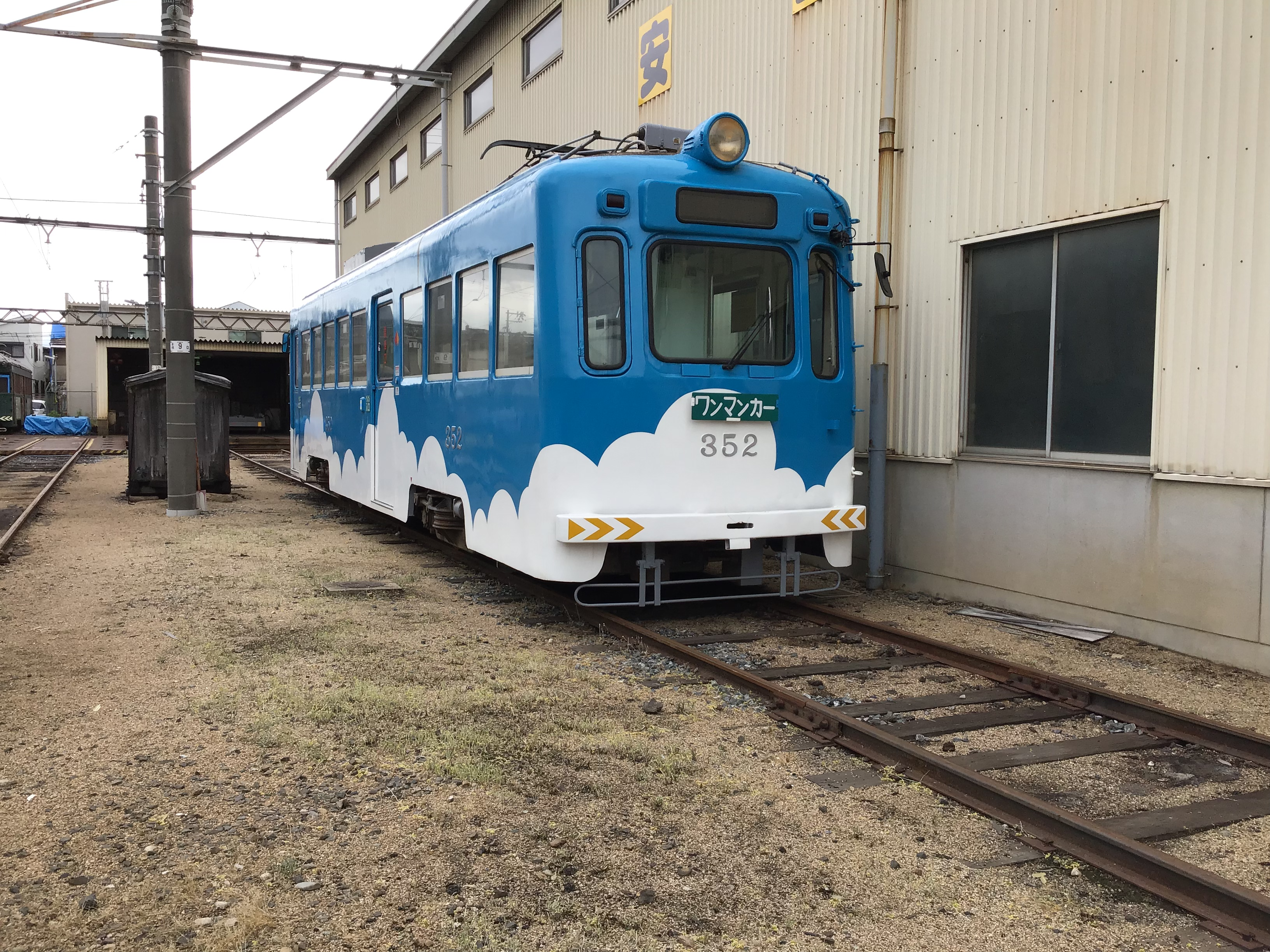
モ352（2019年6月）

#### 過去
- モ352 - あべのアポロ→あべのルシアス→大阪宅建協会→雲塗装（青）→ファミリーマート→朝日新聞→キーフェルパティスリー→ヘリオス大阪

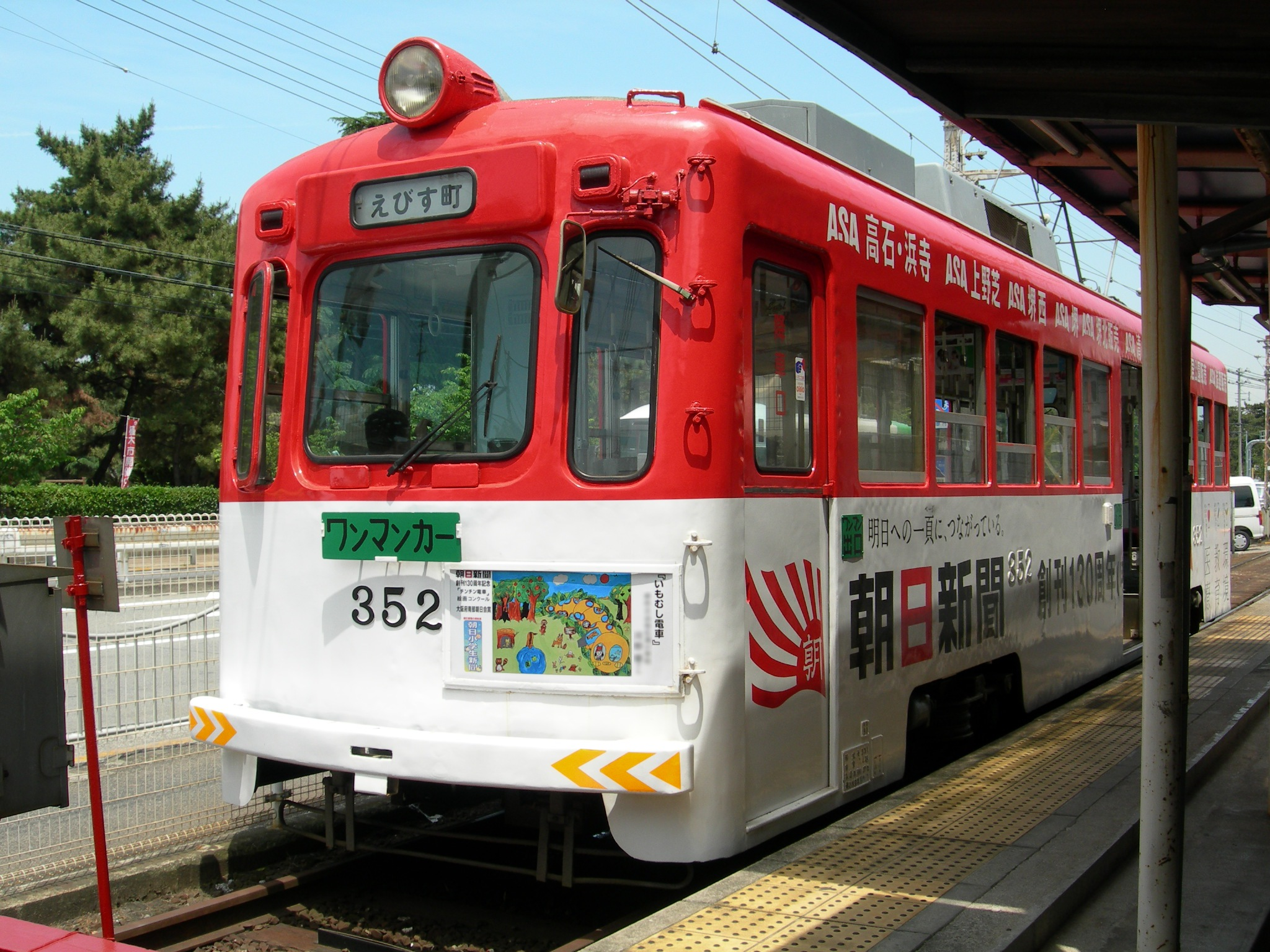
モ352（2009年5月）
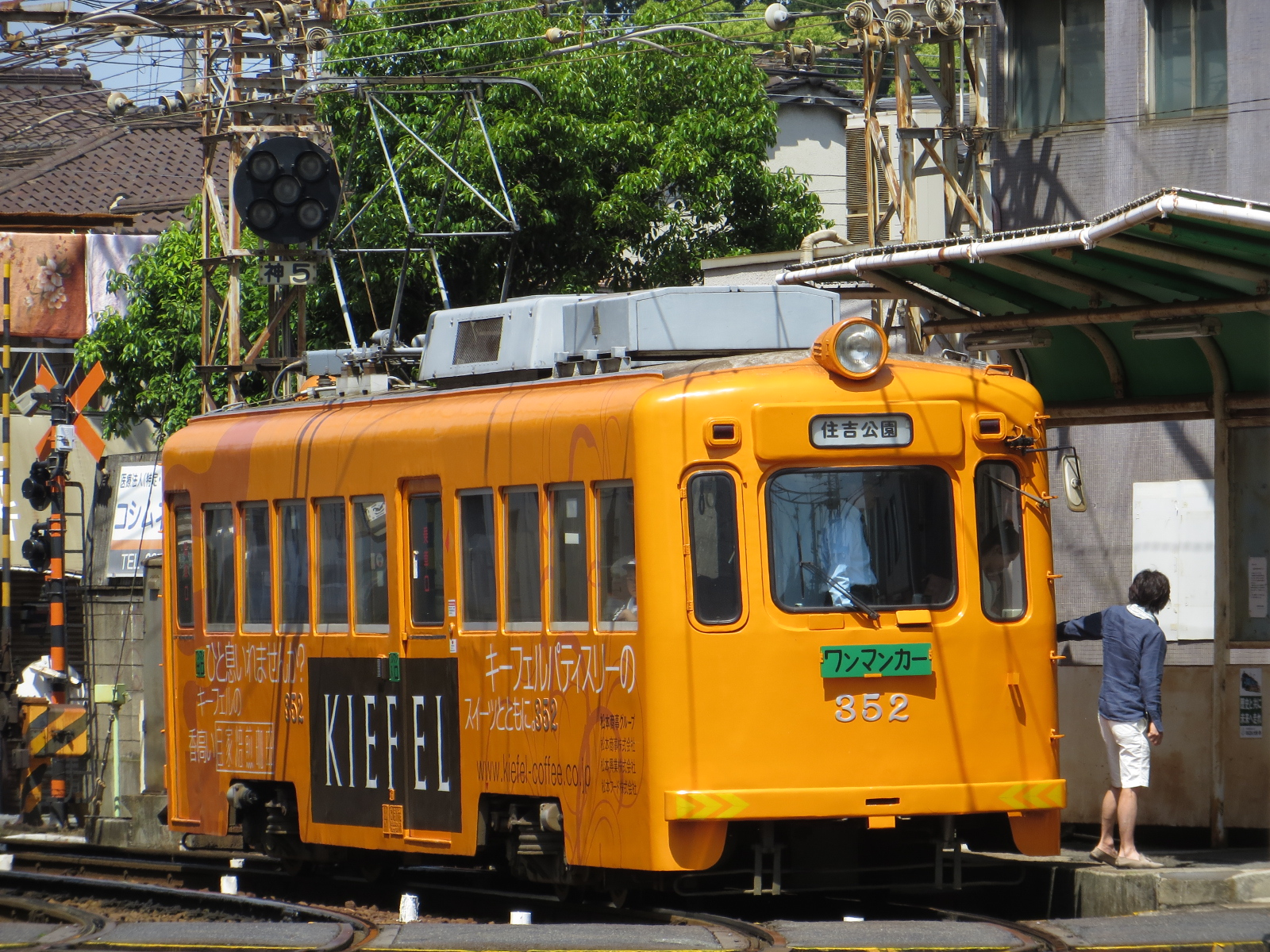
モ352（2013年5月） 行き先表示機改修前
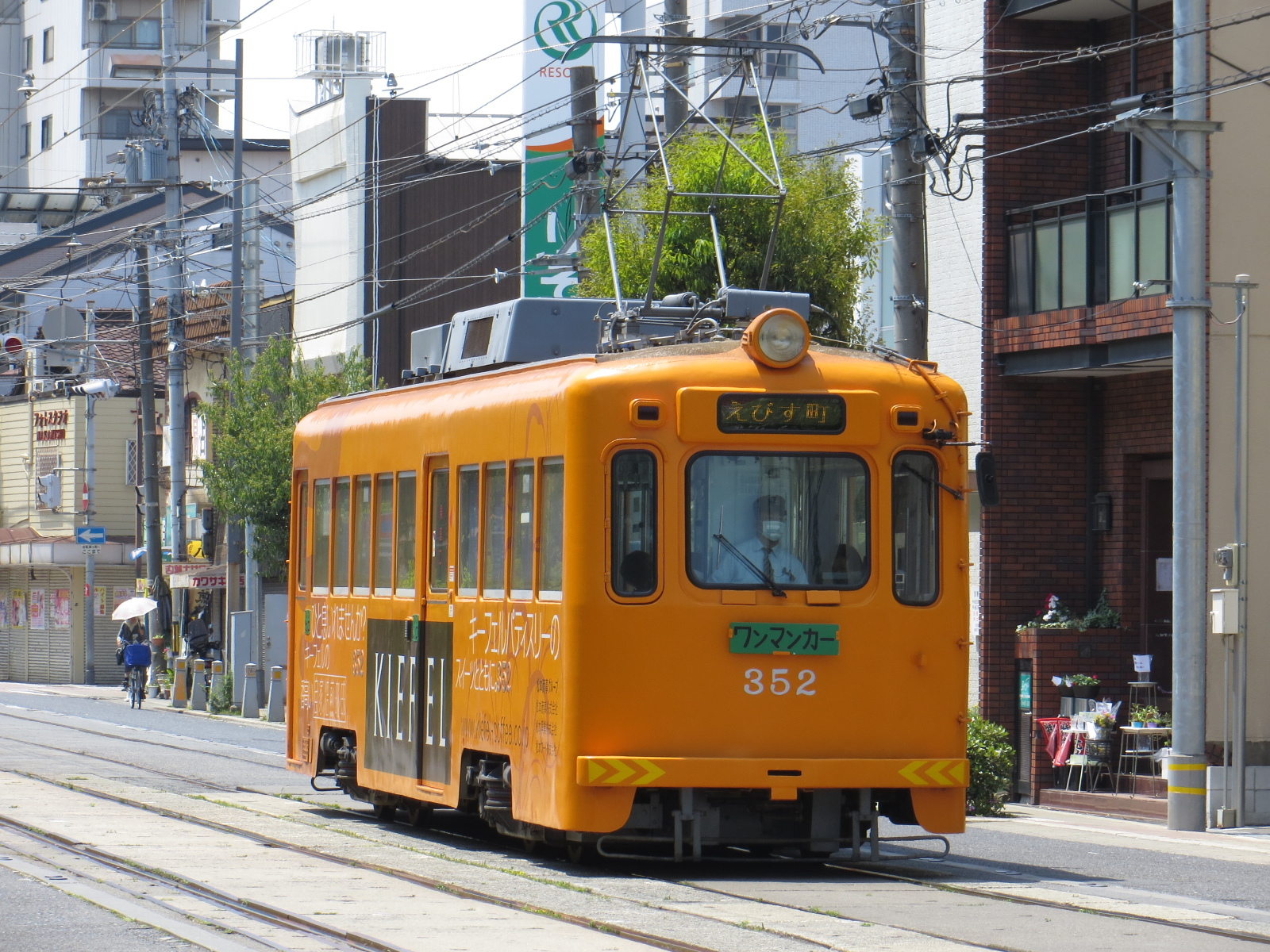
モ352（2014年5月） 行き先表示機改修後
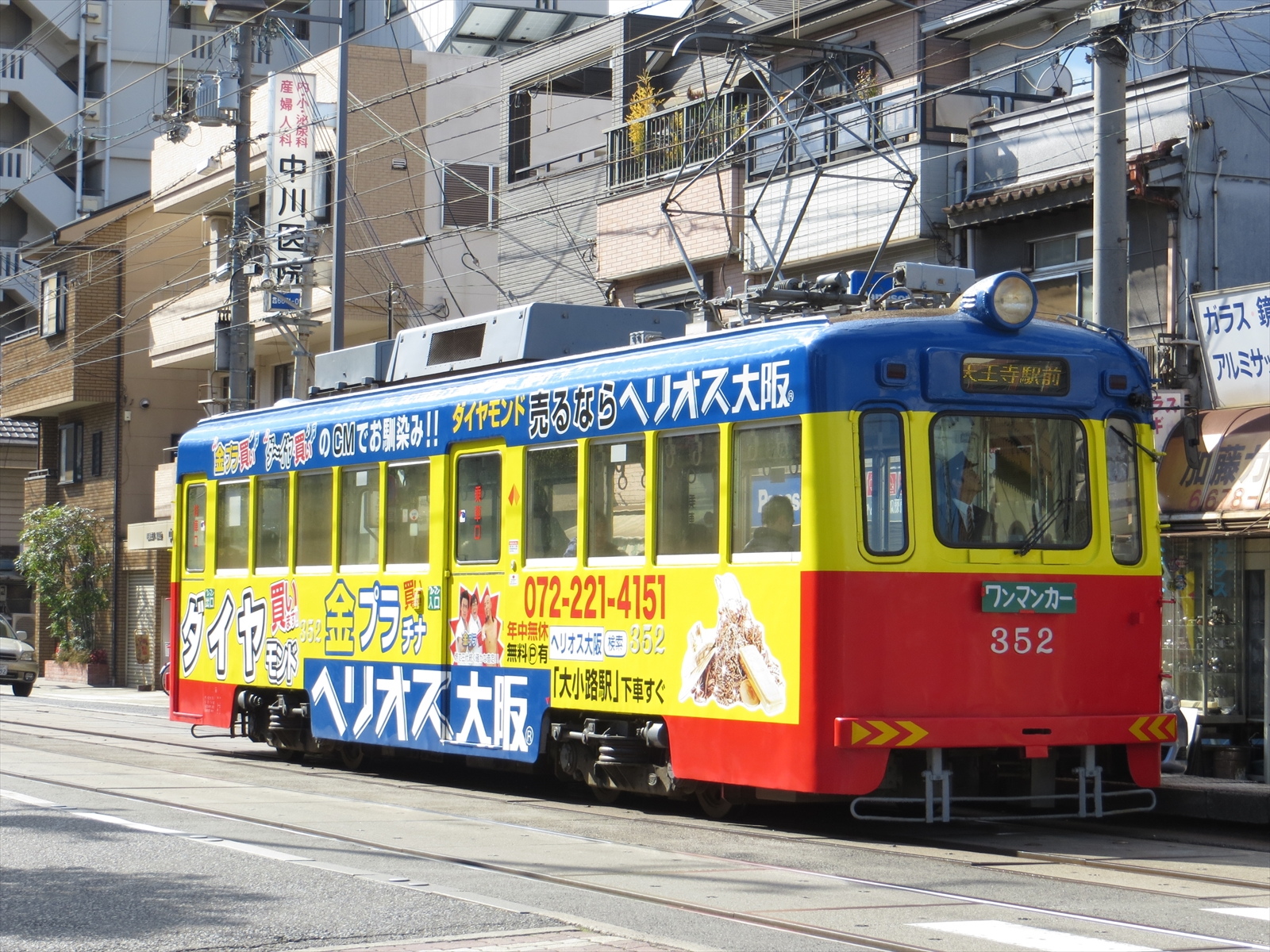
モ352（2015年2月）